# Torneo Apertura 2011 (México)
El Torneo Apertura 2011 fue la edición LXXXVI del campeonato de liga de la Primera División del fútbol mexicano; se trató del 31.er torneo corto, luego del cambio en el formato de competencia, con el que se abrió la temporada 2011-12. Para este torneo hubo un equipo nuevo, el Club Tijuana, que debutó en Primera División sustituyendo al descendido Club Necaxa de Aguascalientes. El sistema de competencia cambió con una particularidad muy significativa, y es que por primera vez, desde que se empezaron a dividir los clubes en grupos (Torneo México 1970), este torneo no se jugará con ellos, pues la clasificación a la liguilla la determinaría la posición en la tabla general.

## Sistema de competición[1]
El sistema de esta temporada, será diferente a las últimas, se eliminarán los grupos, aunque la fase final se mantiene igual que el torneo anterior.
- Fase de calificación: Que se integra por las 17 jornadas del torneo.
- Fase final: Los mejores ocho del torneo clasificarán a una liguilla de eliminación directa, con ida y vuelta, desde cuartos de final hasta la final.

### Fase de calificación
En la fase de calificación participan los 18 clubes de la primera división profesional jugando todos contra todos durante las 17 jornadas respectivas, a un solo partido. Se observará el sistema de puntos. La ubicación en la tabla general está sujeta a lo siguiente:
- Por juego ganado se obtendrán tres puntos.
- Por juego empatado se obtendrá un punto.
- Por juego perdido no se otorgan puntos.

El orden de los clubes al final de la Fase de Calificación del torneo corresponderá a la suma de los puntos obtenidos por cada uno de ellos y se presentará en forma descendente. Si al finalizar las 17 jornadas del torneo, dos o más clubes estuviesen empatados en puntos, su posición en la Tabla general será determinada atendiendo a los siguientes criterios de desempate:
1. Mejor diferencia entre los goles anotados y recibidos.
2. Mayor número de goles anotados.
3. Marcadores particulares entre los clubes empatados.
4. Mayor número de goles anotados como visitante.
5. Sorteo.

Participan por el título de Campeón de la Primera División Profesional en el Torneo Apertura 2011 automáticamente los clubes que hayan estado entre los ocho mejores en la tabla general.
Además, los 3 equipos que terminan en los 3 primeros puestos de la tabla general del Torneo Apertura 2011, clasificarán automáticamente a la Copa Libertadores 2012, a excepción de Monterrey, Morelia, Santos y Universidad, debido a su Participación en la Concacaf Liga Campeones 2011-2012, por ser los finalistas de los 2 torneos de la temporada 2010-2011.

### Fase final
En el mes de mayo de 2011 se habló de un posible cambio al formato de la liguilla, sin embargo, un mes después se tomó la decisión de dejar el formato de eliminación directa, y se descartó la conformación de los tradicionales grupos, en este calificarán los mejores ocho equipos de la tabla general jugando desde cuartos de final partidos de ida y vuelta en formato de eliminación directa, hasta llegar a la final.

## Equipos por Entidad Federativa
Para esta temporada 2011-12, los estados de la República Mexicana con más equipos profesionales en la Primera División son el Distrito Federal y Jalisco con tres equipos cada uno. Con la incorporación del Club Tijuana a la Primera División se da una diferencia horaria a la del centro de México (UTC-6), así que cuando el Club Tijuana juegue como local a las 12 del mediodía, en el centro de México serán las 2 de la tarde, a excepción de la semana del 30 de octubre al 5 de noviembre, puesto que la ciudad de Tijuana se incorpora al horario de invierno hasta el 6 de noviembre (en este lapso, sólo habrá una hora de diferencia entre Tijuana y el centro de México), al estar ubicada en la franja fronteriza entre Estados Unidos y México.
| Santos Pachuca Monterrey Tigres Morelia Atlas Guadalajara Estudiantes San Luis Querétaro Tijuana Puebla Toluca América Cruz Azul UNAM Jaguares Atlante | \| Entidad Federativa \| N.º \| Equipos \| \| ------------------ \| --- \| -------------------------------- \| \| Distrito Federal \| 3 \| América, Cruz Azul y UNAM \| \| Jalisco \| 3 \| Atlas, Estudiantes y Guadalajara \| \| Nuevo León \| 2 \| Monterrey y Tigres \| \| Coahuila \| 1 \| Santos \| \| Baja California \| 1 \| Tijuana \| \| San Luis Potosí \| 1 \| San Luis \| \| Querétaro \| 1 \| Querétaro \| \| Hidalgo \| 1 \| Pachuca \| \| Estado de México \| 1 \| Toluca \| \| Michoacán \| 1 \| Morelia \| \| Puebla \| 1 \| Puebla \| \| Chiapas \| 1 \| Jaguares \| \| Quintana Roo \| 1 \| Atlante \| |                                  |
| Entidad Federativa | N.º | Equipos                          |
| Distrito Federal | 3 | América, Cruz Azul y UNAM        |
| Jalisco | 3 | Atlas, Estudiantes y Guadalajara |
| Nuevo León | 2 | Monterrey y Tigres               |
| Coahuila | 1 | Santos                           |
| Baja California | 1 | Tijuana                          |
| San Luis Potosí | 1 | San Luis                         |
| Querétaro | 1 | Querétaro                        |
| Hidalgo | 1 | Pachuca                          |
| Estado de México | 1 | Toluca                           |
| Michoacán | 1 | Morelia                          |
| Puebla | 1 | Puebla                           |
| Chiapas | 1 | Jaguares                         |
| Quintana Roo | 1 | Atlante                          |

## Información de los equipos

### Ascenso y descenso
| Pos | de Primera División |
| --- | ------------------- |
| 17º | Necaxa              |

| Pos | de la Liga de Ascenso |
| --- | --------------------- |
| 2º  | Tijuana               |

| Equipo            | Entrenador             | Estadio                              | Capacidad | Ciudad                           | Población |
| ----------------- | ---------------------- | ------------------------------------ | --------- | -------------------------------- | --------- |
| América (AME)     | Alfredo Tena           | Estadio Azteca                       | 105,064   | México, D. F.                    | 8,720,916 |
| Atlante (ATL)     | Miguel Herrera         | Estadio Olímpico Andrés Quintana Roo | 20,000    | Cancún, Quintana Roo             | 628,306   |
| Atlas (ATS)       | Juan Carlos Chávez     | Estadio Jalisco                      | 56,713    | Guadalajara, Jalisco             | 1,494,134 |
| Jaguares (CHS)    | José Guadalupe Cruz    | Estadio Víctor Manuel Reyna          | 31,500    | Tuxtla Gutiérrez, Chiapas        | 567,787   |
| Cruz Azul (CAZ)   | Enrique Meza           | Estadio Azul                         | 35,161    | México, D. F.                    | 8,720,916 |
| Estudiantes (EST) | José Luis Salgado      | Estadio Tres de Marzo                | 25,000    | Zapopan, Jalisco                 | 1,243,538 |
| Guadalajara (GDL) | Fernando Quirarte      | Estadio Omnilife                     | 49,850    | Guadalajara, Jalisco             | 1,243,538 |
| Monterrey (MTY)   | Víctor Manuel Vucetich | Estadio Tecnológico                  | 36,485    | Monterrey, Nuevo León            | 1,130,960 |
| Morelia (MOR)     | Tomás Boy              | Estadio Morelos                      | 41,056    | Morelia, Michoacán               | 597,511   |
| Pachuca (PAC)     | Efraín Flores          | Estadio Hidalgo                      | 30 000    | Pachuca, Hidalgo                 | 267,862   |
| Puebla (PUE)      | Sergio Bueno           | Estadio Cuauhtémoc                   | 42,648    | Puebla, Puebla                   | 1,539,819 |
| UNAM (UNA)        | Guillermo Vázquez      | Estadio Olímpico Universitario       | 63,186    | México, D. F.                    | 8,720,916 |
| Querétaro (QRO)   | José Saturnino Cardozo | Estadio Corregidora                  | 38,575    | Querétaro, Querétaro             | 1,097,028 |
| San Luis (SNL)    | Ignacio Ambríz         | Estadio Alfonso Lastras Ramírez      | 30,000    | San Luis Potosí, San Luis Potosí | 1,165,379 |
| Santos (SAN)      | Benjamín Galindo       | Estadio TSM Corona                   | 30 000    | Torreón, Coahuila                | 639,629   |
| Tigres (TIG)      | Ricardo Ferretti       | Estadio Universitario                | 45,789    | Monterrey, Nuevo León            | 1,476,761 |
| Tijuana (TIJ)     | Antonio Mohamed        | Estadio Caliente                     | 16,000    | Tijuana, Baja California         | 1,559,983 |
| Toluca (TOL)      | Héctor Hugo Eugui      | Estadio Nemesio Díez                 | 27,000    | Toluca, Estado de México         | 819,561   |

## Estadios
|                                                                                          |                                                                                       |                                                                         |
|                                                                                          |                                                                                       |                                                                         |
| Estadio Azteca Ciudad: Ciudad de México Capacidad: 105.064 Club: América                 | Estadio Olímpico Universitario Ciudad: Ciudad de México Capacidad: 63.186 Club: UNAM  | Estadio Jalisco Ciudad: Guadalajara Capacidad: 56.713 Club: Atlas       |
|                                                                                          |                                                                                       |                                                                         |
| Estadio Omnilife Ciudad: Guadalajara Capacidad: 49,850 Club: Guadalajara                 | Estadio Cuauhtémoc Ciudad: Puebla Capacidad: 42.648 Club: Puebla                      | Estadio Universitario Ciudad: Monterrey Capacidad: 42.000 Club: Tigres  |
|                                                                                          |                                                                                       |                                                                         |
| Estadio Morelos Ciudad: Morelia Capacidad: 41.056 Club: Monarcas Morelia                 | Estadio Corregidora Ciudad: Querétaro Capacidad: 38.575 Club: Querétaro               | Estadio Tecnológico Ciudad: Monterrey Capacidad: 36.485 Club: Monterrey |
|                                                                                          |                                                                                       |                                                                         |
| Estadio Azul Ciudad: Ciudad de México Capacidad: 35.161 Club: Cruz Azul                  | Estadio Víctor Manuel Reyna Ciudad: Tuxtla Gutiérrez Capacidad: 30.222 Club: Jaguares | Estadio TSM Corona Ciudad: Torreón Capacidad: 30.000 Club: Santos       |
|                                                                                          |                                                                                       |                                                                         |
| Estadio Nemesio Díez Ciudad: Toluca Capacidad: 27,000 Club: Toluca                       | Estadio Tres de Marzo Ciudad: Guadalajara Capacidad: 25.000 Club: Estudiantes         | Estadio Hidalgo Ciudad: Pachuca Capacidad: 25,000 Club: Pachuca         |
|                                                                                          |                                                                                       |                                                                         |
| Estadio Alfonso Lastras Ramírez Ciudad: San Luis Potosí Capacidad: 24.000 Club: San Luis | Estadio Olímpico Andrés Quintana Roo Ciudad: Cancún Capacidad: 20,000 Club: Atlante   | Estadio Caliente Ciudad: Tijuana Capacidad: 16,000 Club: Tijuana        |

## Altas y bajas.[2]
| Apertura 2011 |
| --- |
| Altas: Christian Benítez (Santos), Paul Aguilar (Pachuca), Edgar Castillo (Puebla), Juan Carlos Medina (San Luis), Isaac Acuña (Querétaro), Ismael Rodríguez (Querétaro) y Jesús Molina (UANL) Bajas: Israel Martínez (Querétaro), Enrique Esqueda (Pachuca), Diego Cervantes (Puebla), Antonio López (Puebla), Pável Pardo (Chicago Fire)y Francisco Guillermo Ochoa (Ajaccio, Francia) Altas: Oscar R. Rojas (UNAM), Ezequiel Cuevas (San Luis), Osvaldo Martínez (Monterrey), Alejandro Arredondo (U. de G.), Alfonso Luna (Pumas Morelos) y Oscar Vera (U. de G.) Bajas: Fernando Navarro (Tigres) y Édgar Solís (Morelia), Mathías Cardacio, Ever Alfaro (Resistencia Sport), Eder Patiño (Correcaminos) y Eder Mármol Altas: Jesús Meza (Zamora), Georgie Welcome (Mónaco), Gastón Puerari (Chicago Fire), Guillermo Rojas (Chiapas), Mauricio Romero (Veracruz), Rubén O. Romano (DT), Francisco Torres (Jaguares) Jonathan Piña (U. de G.) y Jonathan Lacerda (Santos Laguna) Bajas: Gerardo Flores (Cruz Azul), Wilman Conde, Darvin Chávez (Monterrey), Edgar Pacheco (Tigres), Alfredo Moreno (San Luis), César Ibáñez (Santos), Gerardo Espinoza (Chiapas), Carlo Costly, Michael Ortega, Lucio dos Santos, Daniel Osorno (Puebla) y Benjamín Galindo (DT) Altas: Gerardo Flores (Atlas) e Israel Castro (UNAM) Bajas: Gonzalo Pineda (Puebla), Horacio Cervantes (Pachuca), Marcelo Palau y Rogelio Chávez (Pachuca) Altas: Franco Arizala (Pachuca), Luis Gabriel Rey (Morelia), Gerardo Espinoza (Atlas), Edgar Hernández (Puebla), Gilberto Mora (Tijuana), Orlando Rincón (Puebla), Gerardo Gómez (Irapuato) y Gustavo Ruelas (Santos) Bajas: Antonio Pedroza (Tottenham), Guillermo Rojas (Atlas), Damián Manso (Morelia), Antonio Salazar (Guadalajara), Jorge Villalpando (Toluca), Francisco Torres (Atlas), Jaime Durán (Puebla), Hugo Sánchez (Correcaminos), Efraín Dimayuga (Indios), Julio Frías (Indios), Marvin Cabrera (Morelia), Alan Zamora (Puebla) Altas: Lucas Bovaglio (Atlético Rafaela), Melvin Brown (Puebla), Hugo Colace (Barnsley), Hérculez Gómez (Pachuca), José Rodolfo Reyes (Santos), Duilio Davino (Monterrey), Braulio Luna (Pachuca), Nelson Pinto (Santiago Morning), Rodrigo Ruiz (Santos), Mario Pérez (Atlanta Silverbacks) y Guadalupe Martínez (Irapuato) Bajas: Mauro Cejas (Pachuca), Diego Jiménez Villa (Morelia), Gustavo Cabral, Mario Rodríguez (Puebla), Israel López (Querétaro), Ramón Morales y Alfredo Castillo (Bolívar) Altas: Julio Nava (Querétaro), Arturo Ledesma (Necaxa) y Antonio Salazar (Chiapas) Bajas: Adolfo Bautista (Querétaro), Christian Pérez (Querétaro), , Dionicio Escalante (Pachuca) y Michel Vázquez (Querétaro) Altas: Darvin Chávez (Atlas) y César Delgado (Lyon) Bajas: Jesús Arellano (retiro), Duilio Davino (Estudiantes) y Osvaldo Martínez (Atlante) Altas: Luis Alonso Sandoval (Necaxa), Damián Manso (Chiapas), Diego Jiménez Villa (Estudiantes), Gerardo Lugo (Puebla), Yasser Corona (Puebla), Édgar Solís (Atlante), Felipe Ayala (Puebla) y Marvin Cabrera (Chiapas) Bajas: Luis Gabriel Rey (Chiapas), Adrián García Arias (Querétaro), Ismael Pineda (Neza), Alberto Lucio (Neza), Marvin de la Cruz (Necaxa) y Elías Hernández (Pachuca) Altas: Segundo Castillo (Deportivo Quito), Elías Hernández (Morelia), Andrés Chitiva (Veracruz), Mauro Cejas (Estudiantes), Enrique Esqueda (América), Horacio Cervantes (Cruz Azul), Juan Carlos Silva (América), Félix Borja (Puebla), Jaime Ayoví (Toluca), Dionicio Escalante (Guadalajara), Rogelio Chávez (Cruz Azul), Edy Brambila (León) y Carlos Velázquez (León) Bajas: Edgar Benítez, Facundo Coria, Yulián Anchico, Marco Iván Pérez (León), Franco Arizala (Chiapas), Hérculez Gómez (Estudiantes), Braulio Luna (Estudiantes), Paul Aguilar (América), Luis Montes (León) y Carlos Peña (León) y Víctor Mañón (Indios) Altas: Luis García Sanz (Panathinaikos), DaMarcus Beasley (Hannover 96), Sergio Bueno (DT), Jonathan de León (sin equipo), Gonzalo Pineda (Cruz Azul), Diego Cervantes (América), Daniel Osorno (Atlas), Cesario Victorino (Lobos BUAP), Diego Campos (Loros Colima), Alan Zamora (Chiapas), Isaac Romo (Cruz Azul), Aldo Polo (León), Mario Rodríguez (Estudiantes), Uriel Álvarez (Santos), Lucas Silva (Dorados), Antonio López (América), Jaime Durán (Chiapas) y Obed Rincón (Necaxa) Bajas: Melvin Brown (Estudiantes), Héctor Hugo Eugui (DT), Félix Borja (Pachuca), Yasser Corona (Morelia), Edgar Castillo (América), Gerardo Lugo (Morelia), Alejandro Acosta (Veracruz), Edgar Hernández (Chiapas), Orlando Rincón (Chiapas), Joel González (San Luis), Guillermo Cerda (San Luis), Nelson Cuevas, Alejandro Argüello, Pablo Aja (León), Felipe Ayala (Morelia), Walter Jiménez Altas: Maximiliano Arias (Rampla Juniors), Franco Niell (Argentinos Juniors) Sergio García (Guadalajara), Christian Pérez (Querétaro), Liborio Sánchez (Guadalajara), Israel Martínez (América), Daley Mena (Danubio de Uruguay), Michel Vázquez (Guadalajara), Israel López (Estudiantes), Adrián García Arias (Morelia), Adolfo Bautista (Guadalajara), Pablo Bonells (León), Manuel López Mondragón (Veracruz), Franco Niell (Deportivo Quito), Sergio Ponce (San Luis), Hilbert Ruiz (Atlante UTN) y Mitchel Oviedo (Chivas 2.ª Div.) Bajas: Jorge Díaz de León (Tigres), Eder Borelli (Tigres), Julio Nava (Guadalajara), Isaac Acuña (América), Raúl Ferro (Veracruz), Jorge Bernal (Veracruz), Sergio Ávila (La Piedad), Adrián Romero, Carlos Pinto (Irapuato) y Luis Daniel Cano (U. de G.) Altas: Macnelly Torres (Atlético Nacional), Fernando Morales (UNAM), Óscar Pérez (Necaxa), Alfredo Moreno (Atlas), Jehu Chiapas (UNAM), Michael Orozco (Philadelphia Union), Joel González, Guillermo Cerda (Puebla) y Moisés Velasco (Toluca) Bajas: Víctor Lojero (Necaxa), Juan Carlos Medina (América), Juan Manuel Cavallo, Osmar Mares (Santos), Ezequiel Cuevas (Atlante) y Carlos Trejo (Necaxa) Armando Pitones (Tigres De la UANL) Altas: Santiago Hoyos (Lanús), Aarón Galindo (Libre), Christian Suárez (Necaxa), Carlos Ochoa (Tigres), Osmar Mares (San Luis), César Ibáñez (Atlas) Bajas: Rodrigo Ruiz (Estudiantes), Christian Benítez (América), José Rodolfo Reyes (Estudiantes), Fernando Arce (Club Tijuana), Uriel Álvarez (Puebla), Jonathan Lacerda (Atlas), Juan Pablo Santiago (Tijuana) y Gustavo Ruelas (Chiapas) Altas: Jorge Díaz de León (Querétaro), Fernando Navarro (Atlante), Édgar Pacheco (Atlas), Eder Borelli (Querétaro), Emmanuel Cerda (Toluca), Abraham Stringel (Correcaminos), Lampros Kontogiannis (América) y Carlos Salcido (Fulham) Bajas: Cirilo Saucedo (Tijuana), Jesús Molina (América), Carlos Ochoa (Santos), Antonio Sancho (retiro) y Omar Trujillo (Celaya) Altas: Egidio Arévalo (Botafogo), José Sand (Deportivo La Coruña), Dayro Moreno (Once Caldas) Fernando Arce (Santos Laguna), Leandro Augusto (UNAM), Cirilo Saucedo (Tigres UANL), Juan Pablo Santiago (Santos), Ismael Íñiguez (Necaxa), Humberto Martínez (Correcaminos) y Noe Maya (San Luis) Bajas: Leonin Pineda (América), Gerardo Galindo, Miguel Fraga (Neza), Gilberto Mora (Chiapas), Sergio Rosas (Lobos BUAP), Oscar Otreras (León) Altas: Héctor Hugo Eugui (DT), Iván Alonso (Espanyol), Jorge Villalpando (Chiapas), Gabriel Velasco (Cruz Azul Hidalgo) y Félix Araujo (La Piedad) Bajas: Sergio Lugo (DT), Emmanuel Cerda (Tigres), Jaime Ayoví (Pachuca), Osvaldo González (U. de Chile), Mario Méndez (Irapuato) y Luis Carlos Arias Altas: Bajas: Fernando Morales (San Luis), Israel Castro (Cruz Azul), Leandro Augusto (Club Tijuana), Jehu Chiapas (San Luis) y Óscar R. Rojas (Atlante) |

## Directores técnicos
| Equipo      | Director Técnico          | En el equipo desde | Campeonatos en 1.ª |
| ----------- | ------------------------- | ------------------ | ------------------ |
| América     | Alfredo Tena              | Apertura 2011      | 2                  |
| Atlante     | Miguel Herrera            | Clausura 2011      | 0                  |
| Atlas       | Juan Carlos Chávez        | Apertura 2011      | 0                  |
| Cruz Azul   | Enrique Meza              | Apertura 2009      | 4                  |
| Estudiantes | José Luis Salgado         | Apertura 2011      | 0                  |
| Guadalajara | Fernando Quirarte         | Apertura 2011      | 1                  |
| Jaguares    | José Guadalupe Cruz       | Apertura 2010      | 1                  |
| Monterrey   | Víctor Manuel Vucetich    | Clausura 2009      | 5                  |
| Morelia     | Tomás Boy                 | Clausura 2009      | 0                  |
| Pachuca     | Efraín Flores             | Clausura 2011      | 0                  |
| Puebla      | Sergio Bueno              | Apertura 2011      | 0                  |
| UNAM        | Guillermo Vázquez Herrera | Apertura 2010      | 1                  |
| Querétaro   | José Saturnino Cardozo    | Apertura 2011      | 0                  |
| San Luis    | Ignacio Ambriz            | Bicentenario 2010  | 0                  |
| Santos      | Benjamín Galindo          | Clausura 2011      | 0                  |
| Tigres      | Ricardo Ferretti          | Apertura 2010      | 2                  |
| Tijuana     | Antonio Mohamed           | Apertura 2011      | 0                  |
| Toluca      | Héctor Hugo Eugui         | Apertura 2011      | 0                  |

### Cambios de entrenadores
| Equipo      | Entrenador (jornadas)                                                           |
| ----------- | ------------------------------------------------------------------------------- |
| Estudiantes | José Luis Sánchez Solá (1-4) Raúl Arias(5-16) José Luis Salgado (Interino) (17) |
| Querétaro   | Gustavo Matosas (1-5) José Saturnino Cardozo (6-17)                             |
| Santos      | Diego Cocca (1-7) Eduardo Rergis (Interino)(8) Benjamín Galindo (9-17)          |
| América     | Carlos Reinoso (1-8) Alfredo Tena (9-17)                                        |
| Atlas       | Rubén Omar Romano (1-9) Juan Carlos Chávez (10-17)                              |
| Tijuana     | Joaquín del Olmo (1-9) Antonio Mohamed (10-17)                                  |
| Guadalajara | José Luis Real (1-11) Fernando Quirarte (12-17)                                 |

### Técnicos Cesados al final del torneo
| Equipo   | Técnico Cesado    | Fecha           | Sucesor              | Fecha           |
| -------- | ----------------- | --------------- | -------------------- | --------------- |
| Puebla   | Sergio Bueno      | 6 de noviembre  | Juan Carlos Osorio   | 13 de noviembre |
| Toluca   | Héctor Hugo Eugui | 10 de noviembre | Wilson Graniolatti   | 14 de noviembre |
| América  | Alfredo Tena      | 10 de noviembre | Miguel Herrera       | 16 de noviembre |
| San Luis | Ignacio Ambriz    | 10 de noviembre | René Isidoro García  | 22 de noviembre |
| Atlante  | Miguel Herrera    | 15 de noviembre | Mario Alberto García | 29 de noviembre |

## Torneo Regular
Todos los horarios corresponden a la zona horaria UTC-6, tiempo del centro de México.
| Estudiantes | 1 - 2 (enlace roto disponible en Internet Archive; véase el historial, la primera versión y la última). | Toluca      | Tres de Marzo                | 22 de julio | 20:10                       |
| Pachuca     | 1 - 4 (enlace roto disponible en Internet Archive; véase el historial, la primera versión y la última). | Santos      | Hidalgo                      | 23 de julio | 17:00                       |
| Tigres      | 1 - 1 (enlace roto disponible en Internet Archive; véase el historial, la primera versión y la última). | Cruz Azul   | Universitario                | 23 de julio | 19:00                       |
| Tijuana     | 1 - 2 (enlace roto disponible en Internet Archive; véase el historial, la primera versión y la última). | Morelia     | Caliente                     | 23 de julio | 17:00(Local)/ 19:00(Centro) |
| Atlas       | 0 - 1 (enlace roto disponible en Internet Archive; véase el historial, la primera versión y la última). | Puebla      | Jalisco                      | 23 de julio | 20:45                       |
| Atlante     | 0 - 2 (enlace roto disponible en Internet Archive; véase el historial, la primera versión y la última). | Guadalajara | Olímpico Andrés Quintana Roo | 23 de julio | 21:00                       |
| UNAM        | 2 - 0 (enlace roto disponible en Internet Archive; véase el historial, la primera versión y la última). | San Luis    | Olímpico Universitario       | 24 de julio | 12:00                       |
| América     | 2 - 1 (enlace roto disponible en Internet Archive; véase el historial, la primera versión y la última). | Querétaro   | Azteca                       | 24 de julio | 16:00                       |
| Jaguares    | 1 - 4 (enlace roto disponible en Internet Archive; véase el historial, la primera versión y la última). | Monterrey   | Víctor Manuel Reyna          | 24 de julio | 18:00                       |

| Querétaro   | 0 - 0 (enlace roto disponible en Internet Archive; véase el historial, la primera versión y la última). | Tigres      | Corregidora             | 30 de julio | 17:00 |
| Cruz Azul   | 2 - 1 (enlace roto disponible en Internet Archive; véase el historial, la primera versión y la última). | Atlas       | Azul                    | 30 de julio | 17:00 |
| Monterrey   | 4 - 2 (enlace roto disponible en Internet Archive; véase el historial, la primera versión y la última). | Tijuana     | Tecnológico             | 30 de julio | 17:00 |
| Santos      | 3 - 0 (enlace roto disponible en Internet Archive; véase el historial, la primera versión y la última). | Atlante     | TSM Corona              | 30 de julio | 19:00 |
| San Luis    | 2 - 1 (enlace roto disponible en Internet Archive; véase el historial, la primera versión y la última). | Estudiantes | Alfonso Lastras Ramírez | 30 de julio | 20:45 |
| Toluca      | 1 - 1 (enlace roto disponible en Internet Archive; véase el historial, la primera versión y la última). | América     | Nemesio Díez            | 31 de julio | 12:00 |
| Puebla      | 2 - 2 (enlace roto disponible en Internet Archive; véase el historial, la primera versión y la última). | Pachuca     | Cuauhtémoc              | 31 de julio | 12:00 |
| Morelia     | 0 - 1 (enlace roto disponible en Internet Archive; véase el historial, la primera versión y la última). | UNAM        | Morelos                 | 31 de julio | 12:00 |
| Guadalajara | 2 - 1 (enlace roto disponible en Internet Archive; véase el historial, la primera versión y la última). | Jaguares    | Omnilife                | 31 de julio | 17:00 |

| América  | 1 - 2 (enlace roto disponible en Internet Archive; véase el historial, la primera versión y la última). | Estudiantes | Azteca                       | 3 de agosto     | 19:00             |
| Tigres   | 2 - 2 (enlace roto disponible en Internet Archive; véase el historial, la primera versión y la última). | Toluca      | Universitario                | 3 de agosto     | 20:45             |
| Atlas    | 3 - 0 (enlace roto disponible en Internet Archive; véase el historial, la primera versión y la última). | Querétaro   | Jalisco                      | 3 de agosto     | 20:45             |
| Pachuca  | 1 - 0 (enlace roto disponible en Internet Archive; véase el historial, la primera versión y la última). | Cruz Azul   | Hidalgo                      | 3 de agosto     | 20:30             |
| Atlante  | 5 - 1 (enlace roto disponible en Internet Archive; véase el historial, la primera versión y la última). | Puebla      | Olímpico Andrés Quintana Roo | 3 de agosto     | 21:00             |
| UNAM     | 2 - 1 (enlace roto disponible en Internet Archive; véase el historial, la primera versión y la última). | Monterrey   | Olímpico Universitario       | 3 de agosto     | 21:00             |
| Tijuana  | 0 - 1 (enlace roto disponible en Internet Archive; véase el historial, la primera versión y la última). | Guadalajara | Caliente                     | 2 de septiembre | 16:00 L / 18:00 C |
| Jaguares | 3 - 2 (enlace roto disponible en Internet Archive; véase el historial, la primera versión y la última). | Santos      | Víctor Manuel Reyna          | 2 de septiembre | 20:00             |
| San Luis | 2 - 3 (enlace roto disponible en Internet Archive; véase el historial, la primera versión y la última). | Morelia     | Alfonso Lastras Ramírez      | 4 de septiembre | 12:00             |

| Querétaro   | 2 - 1 (enlace roto disponible en Internet Archive; véase el historial, la primera versión y la última). | Pachuca  | Corregidora   | 6 de agosto      | 17:00 |
| Cruz Azul   | 2 - 1 (enlace roto disponible en Internet Archive; véase el historial, la primera versión y la última). | Atlante  | Azul          | 6 de agosto      | 17:00 |
| Santos      | 1 - 3 (enlace roto disponible en Internet Archive; véase el historial, la primera versión y la última). | Tijuana  | TSM Corona    | 6 de agosto      | 19:00 |
| Guadalajara | 0 - 0 (enlace roto disponible en Internet Archive; véase el historial, la primera versión y la última). | UNAM     | Omnilife      | 6 de agosto      | 19:00 |
| Monterrey   | 2 - 0 (enlace roto disponible en Internet Archive; véase el historial, la primera versión y la última). | Morelia  | Tecnológico   | 6 de agosto      | 21:00 |
| Toluca      | 0 - 0 (enlace roto disponible en Internet Archive; véase el historial, la primera versión y la última). | Atlas    | Nemesio Díez  | 7 de agosto      | 12:00 |
| Puebla      | 1 - 2 (enlace roto disponible en Internet Archive; véase el historial, la primera versión y la última). | Jaguares | Cuauhtémoc    | 7 de agosto      | 12:00 |
| Estudiantes | 0 - 1 (enlace roto disponible en Internet Archive; véase el historial, la primera versión y la última). | Tigres   | Tres de Marzo | 7 de agosto      | 18:00 |
| América     | 2 - 2 (enlace roto disponible en Internet Archive; véase el historial, la primera versión y la última). | San Luis | Azteca        | 14 de septiembre | 20:30 |

| Morelia  | 1 - 2 (enlace roto disponible en Internet Archive; véase el historial, la primera versión y la última). | Guadalajara | Morelos                      | 12 de agosto | 20:10             |
| Jaguares | 1 - 1 (enlace roto disponible en Internet Archive; véase el historial, la primera versión y la última). | Cruz Azul   | Víctor Manuel Reyna          | 13 de agosto | 17:00             |
| Tigres   | 2 - 2 (enlace roto disponible en Internet Archive; véase el historial, la primera versión y la última). | América     | Universitario                | 13 de agosto | 19:00             |
| Pachuca  | 3 - 0 (enlace roto disponible en Internet Archive; véase el historial, la primera versión y la última). | Toluca      | Hidalgo                      | 13 de agosto | 19:00             |
| Atlas    | 0 - 2 (enlace roto disponible en Internet Archive; véase el historial, la primera versión y la última). | Estudiantes | Jalisco                      | 13 de agosto | 20:45             |
| San Luis | 1 - 0 (enlace roto disponible en Internet Archive; véase el historial, la primera versión y la última). | Monterrey   | Alfonso Lastras Ramírez      | 13 de agosto | 20:45             |
| Atlante  | 1 - 3 (enlace roto disponible en Internet Archive; véase el historial, la primera versión y la última). | Querétaro   | Olímpico Andrés Quintana Roo | 13 de agosto | 21:00             |
| UNAM     | 1 - 1 (enlace roto disponible en Internet Archive; véase el historial, la primera versión y la última). | Santos      | Olímpico Universitario       | 14 de agosto | 12:00             |
| Tijuana  | 1 - 1 (enlace roto disponible en Internet Archive; véase el historial, la primera versión y la última). | Puebla      | Caliente                     | 14 de agosto | 12:00 L / 14:00 C |

| Estudiantes | 2 - 1 (enlace roto disponible en Internet Archive; véase el historial, la primera versión y la última). | Pachuca   | Tres de Marzo | 19 de agosto   | 20:10 |
| Querétaro   | 1 - 2 (enlace roto disponible en Internet Archive; véase el historial, la primera versión y la última). | Jaguares  | Corregidora   | 20 de agosto   | 17:00 |
| Cruz Azul   | 2 - 1 (enlace roto disponible en Internet Archive; véase el historial, la primera versión y la última). | Tijuana   | Azul          | 21 de agosto   | 17:00 |
| Tigres      | 1 - 0 (enlace roto disponible en Internet Archive; véase el historial, la primera versión y la última). | San Luis  | Universitario | 20 de agosto   | 19:00 |
| Santos      | 0 - 2 (enlace roto disponible en Internet Archive; véase el historial, la primera versión y la última). | Morelia   | TSM Corona    | 1 de noviembre | 20:30 |
| Guadalajara | 2 - 1 (enlace roto disponible en Internet Archive; véase el historial, la primera versión y la última). | Monterrey | Omnilife      | 20 de agosto   | 19:00 |
| Puebla      | 2 - 1 (enlace roto disponible en Internet Archive; véase el historial, la primera versión y la última). | UNAM      | Cuauhtémoc    | 21 de agosto   | 12:00 |
| Toluca      | 2 - 1 (enlace roto disponible en Internet Archive; véase el historial, la primera versión y la última). | Atlante   | Nemesio Díez  | 21 de agosto   | 12:00 |
| América     | 5 - 2 (enlace roto disponible en Internet Archive; véase el historial, la primera versión y la última). | Atlas     | Azteca        | 22 de agosto   | 16:00 |

| Jaguares  | 1 - 1 (enlace roto disponible en Internet Archive; véase el historial, la primera versión y la última). | Toluca      | Víctor Manuel Reyna          | 26 de agosto | 17:00                         |
| San Luis  | 2 - 0 (enlace roto disponible en Internet Archive; véase el historial, la primera versión y la última). | Guadalajara | Alfonso Lastras Ramírez      | 27 de agosto | 21:00                         |
| Pachuca   | 2 - 0 (enlace roto disponible en Internet Archive; véase el historial, la primera versión y la última). | América     | Hidalgo                      | 27 de agosto | 19:00                         |
| Monterrey | 2 - 0 (enlace roto disponible en Internet Archive; véase el historial, la primera versión y la última). | Santos      | Tecnológico                  | 27 de agosto | 19:00                         |
| Atlas     | 0 - 1 (enlace roto disponible en Internet Archive; véase el historial, la primera versión y la última). | Tigres      | Jalisco                      | 27 de agosto | 20:45                         |
| Atlante   | 2 - 1 (enlace roto disponible en Internet Archive; véase el historial, la primera versión y la última). | Estudiantes | Olímpico Andrés Quintana Roo | 27 de agosto | 21:00                         |
| UNAM      | 1 - 2 (enlace roto disponible en Internet Archive; véase el historial, la primera versión y la última). | Cruz Azul   | Olímpico Universitario       | 28 de agosto | 12:00                         |
| Tijuana   | 1 - 1 (enlace roto disponible en Internet Archive; véase el historial, la primera versión y la última). | Querétaro   | Caliente                     | 28 de agosto | 12:00 (Local)/ 14:00 (Centro) |
| Morelia   | 0 - 0 (enlace roto disponible en Internet Archive; véase el historial, la primera versión y la última). | Puebla      | Morelos                      | 28 de agosto | 18:10                         |

| Estudiantes | 0 - 2 (enlace roto disponible en Internet Archive; véase el historial, la primera versión y la última). | Jaguares    | Tres de Marzo | 9 de septiembre  | 20:10 |
| Cruz Azul   | 0 - 1 (enlace roto disponible en Internet Archive; véase el historial, la primera versión y la última). | Morelia     | Azul          | 10 de septiembre | 17:00 |
| Querétaro   | 4 - 0 (enlace roto disponible en Internet Archive; véase el historial, la primera versión y la última). | UNAM        | Corregidora   | 10 de septiembre | 17:00 |
| Santos      | 1 - 1 (enlace roto disponible en Internet Archive; véase el historial, la primera versión y la última). | Guadalajara | TSM Corona    | 10 de septiembre | 19:00 |
| Tigres      | 5 - 0 (enlace roto disponible en Internet Archive; véase el historial, la primera versión y la última). | Pachuca     | Universitario | 10 de septiembre | 19:00 |
| Atlas       | 1 - 1 (enlace roto disponible en Internet Archive; véase el historial, la primera versión y la última). | San Luis    | Jalisco       | 10 de septiembre | 20:45 |
| Puebla      | 3 - 3 (enlace roto disponible en Internet Archive; véase el historial, la primera versión y la última). | Monterrey   | Cuauhtémoc    | 11 de septiembre | 12:00 |
| Toluca      | 1 - 1 (enlace roto disponible en Internet Archive; véase el historial, la primera versión y la última). | Tijuana     | Nemesio Díez  | 11 de septiembre | 12:00 |
| América     | 0 - 1 (enlace roto disponible en Internet Archive; véase el historial, la primera versión y la última). | Atlante     | Azteca        | 11 de septiembre | 16:00 |

| Monterrey   | 1 - 2 (enlace roto disponible en Internet Archive; véase el historial, la primera versión y la última). | Cruz Azul   | Tecnológico                  | 17 de septiembre | 17:00 |
| Jaguares    | 5 - 3 (enlace roto disponible en Internet Archive; véase el historial, la primera versión y la última). | América     | Víctor Manuel Reyna          | 17 de septiembre | 17:00 |
| Guadalajara | 1 - 4 (enlace roto disponible en Internet Archive; véase el historial, la primera versión y la última). | Puebla      | Jalisco                      | 17 de septiembre | 19:00 |
| Pachuca     | 4 - 2 (enlace roto disponible en Internet Archive; véase el historial, la primera versión y la última). | Atlas       | Hidalgo                      | 17 de septiembre | 19:00 |
| San Luis    | 0 - 1 (enlace roto disponible en Internet Archive; véase el historial, la primera versión y la última). | Santos      | Alfonso Lastras Ramírez      | 17 de septiembre | 21:00 |
| Atlante     | 1 - 0 (enlace roto disponible en Internet Archive; véase el historial, la primera versión y la última). | Tigres      | Olímpico Andrés Quintana Roo | 17 de septiembre | 21:00 |
| Tijuana     | 0 - 2 (enlace roto disponible en Internet Archive; véase el historial, la primera versión y la última). | Estudiantes | Caliente                     | 18 de septiembre | 12:00 |
| UNAM        | 4 - 1 (enlace roto disponible en Internet Archive; véase el historial, la primera versión y la última). | Toluca      | Olímpico Universitario       | 18 de septiembre | 12:00 |
| Morelia     | 4 - 2 (enlace roto disponible en Internet Archive; véase el historial, la primera versión y la última). | Querétaro   | Morelos                      | 18 de septiembre | 18:00 |

| Querétaro   | 2 - 1                                                                                                   | Monterrey   | Corregidora   | 24 de septiembre | 17:00 |
| Cruz Azul   | 1 - 1 (enlace roto disponible en Internet Archive; véase el historial, la primera versión y la última). | Guadalajara | Azul          | 24 de septiembre | 17:00 |
| Estudiantes | 1 - 2 (enlace roto disponible en Internet Archive; véase el historial, la primera versión y la última). | UNAM        | Tres de Marzo | 24 de septiembre | 19:00 |
| Tigres      | 1 - 1 (enlace roto disponible en Internet Archive; véase el historial, la primera versión y la última). | Jaguares    | Universitario | 24 de septiembre | 19:00 |
| Pachuca     | 1 - 1                                                                                                   | San Luis    | Hidalgo       | 24 de septiembre | 19:00 |
| Atlas       | 2 - 3                                                                                                   | Atlante     | Jalisco       | 24 de septiembre | 20:45 |
| Puebla      | 1 - 2                                                                                                   | Santos      | Cuauhtémoc    | 25 de septiembre | 12:00 |
| Toluca      | 2 - 1 (enlace roto disponible en Internet Archive; véase el historial, la primera versión y la última). | Morelia     | Nemesio Díez  | 25 de septiembre | 12:00 |
| América     | 1 - 1 (enlace roto disponible en Internet Archive; véase el historial, la primera versión y la última). | Tijuana     | Azteca        | 25 de septiembre | 16:00 |

| Jaguares    | 1 - 1 (enlace roto disponible en Internet Archive; véase el historial, la primera versión y la última). | Atlas       | Víctor Manuel Reyna          | 30 de septiembre | 19:30                       |
| UNAM        | 1 - 0                                                                                                   | América     | Olímpico Universitario       | 1 de octubre     | 16:00                       |
| Morelia     | 0 - 2 (enlace roto disponible en Internet Archive; véase el historial, la primera versión y la última). | Estudiantes | Morelos                      | 1 de octubre     | 17:00                       |
| Monterrey   | 0 - 0 (enlace roto disponible en Internet Archive; véase el historial, la primera versión y la última). | Toluca      | Tecnológico                  | 1 de octubre     | 19:00                       |
| Guadalajara | 0 - 1 (enlace roto disponible en Internet Archive; véase el historial, la primera versión y la última). | Querétaro   | Jalisco                      | 1 de octubre     | 19:00                       |
| Santos      | 1 - 0 (enlace roto disponible en Internet Archive; véase el historial, la primera versión y la última). | Cruz Azul   | TSM Corona                   | 1 de octubre     | 19:00                       |
| San Luis    | 2 - 1 (enlace roto disponible en Internet Archive; véase el historial, la primera versión y la última). | Puebla      | Alfonso Lastras Ramírez      | 1 de octubre     | 20:45                       |
| Atlante     | 0 - 1 (enlace roto disponible en Internet Archive; véase el historial, la primera versión y la última). | Pachuca     | Olímpico Andrés Quintana Roo | 1 de octubre     | 21:00                       |
| Tijuana     | 1 - 1 (enlace roto disponible en Internet Archive; véase el historial, la primera versión y la última). | Tigres      | Caliente                     | 2 de octubre     | 12:00(Local)/14:00 (Centro) |

| Estudiantes | 2 - 3 (enlace roto disponible en Internet Archive; véase el historial, la primera versión y la última). | Monterrey   | Tres de Marzo                | 7 de octubre | 20:10 |
| Cruz Azul   | 2 - 0 (enlace roto disponible en Internet Archive; véase el historial, la primera versión y la última). | Puebla      | Azul                         | 8 de octubre | 17:00 |
| Querétaro   | 1 - 3 (enlace roto disponible en Internet Archive; véase el historial, la primera versión y la última). | Santos      | Corregidora                  | 8 de octubre | 17:00 |
| Tigres      | 4 - 1 (enlace roto disponible en Internet Archive; véase el historial, la primera versión y la última). | UNAM        | Universitario                | 8 de octubre | 19:00 |
| Pachuca     | 1 - 0 (enlace roto disponible en Internet Archive; véase el historial, la primera versión y la última). | Jaguares    | Hidalgo                      | 8 de octubre | 19:00 |
| Atlas       | 2 - 2 (enlace roto disponible en Internet Archive; véase el historial, la primera versión y la última). | Tijuana     | Jalisco                      | 8 de octubre | 20:45 |
| Atlante     | 1 - 1 (enlace roto disponible en Internet Archive; véase el historial, la primera versión y la última). | San Luis    | Olímpico Andrés Quintana Roo | 8 de octubre | 21:00 |
| Toluca      | 0 - 0 (enlace roto disponible en Internet Archive; véase el historial, la primera versión y la última). | Guadalajara | Nemesio Díez                 | 9 de octubre | 12:00 |
| América     | 1 - 1                                                                                                   | Morelia     | Azteca                       | 9 de octubre | 16:00 |

| Morelia     | 2 - 0 (enlace roto disponible en Internet Archive; véase el historial, la primera versión y la última). | Tigres      | Morelos                 | 14 de octubre | 18:00                       |
| Jaguares    | 1 - 1 (enlace roto disponible en Internet Archive; véase el historial, la primera versión y la última). | Atlante     | Víctor Manuel Reyna     | 15 de octubre | 17:00                       |
| Monterrey   | 0 - 3 (enlace roto disponible en Internet Archive; véase el historial, la primera versión y la última). | América     | Tecnológico             | 15 de octubre | 17:00                       |
| Tijuana     | 3 - 2 (enlace roto disponible en Internet Archive; véase el historial, la primera versión y la última). | Pachuca     | Caliente                | 15 de octubre | 17:00(Local)/ 19:00(Centro) |
| Guadalajara | 5 - 2 (enlace roto disponible en Internet Archive; véase el historial, la primera versión y la última). | Estudiantes | Jalisco                 | 15 de octubre | 19:00                       |
| Santos      | 3 - 2 (enlace roto disponible en Internet Archive; véase el historial, la primera versión y la última). | Toluca      | TSM Corona              | 15 de octubre | 19:00                       |
| San Luis    | 1 - 1 (enlace roto disponible en Internet Archive; véase el historial, la primera versión y la última). | Cruz Azul   | Alfonso Lastras Ramírez | 15 de octubre | 20:45                       |
| UNAM        | 1 - 4 (enlace roto disponible en Internet Archive; véase el historial, la primera versión y la última). | Atlas       | Olímpico Universitario  | 16 de octubre | 12:00                       |
| Puebla      | 1 - 0 (enlace roto disponible en Internet Archive; véase el historial, la primera versión y la última). | Querétaro   | Cuauhtémoc              | 16 de octubre | 12:00                       |

| Estudiantes | 5 - 2 (enlace roto disponible en Internet Archive; véase el historial, la primera versión y la última). | Santos      | Tres de Marzo                | 22 de octubre | 17:00 |
| Jaguares    | 3 - 1 (enlace roto disponible en Internet Archive; véase el historial, la primera versión y la última). | San Luis    | Víctor Manuel Reyna          | 22 de octubre | 17:00 |
| Querétaro   | 1 - 0 (enlace roto disponible en Internet Archive; véase el historial, la primera versión y la última). | Cruz Azul   | Corregidora                  | 22 de octubre | 17:00 |
| Pachuca     | 0 - 0 (enlace roto disponible en Internet Archive; véase el historial, la primera versión y la última). | UNAM        | Hidalgo                      | 22 de octubre | 19:00 |
| Tigres      | 0 - 0 (enlace roto disponible en Internet Archive; véase el historial, la primera versión y la última). | Monterrey   | Universitario                | 22 de octubre | 19:00 |
| Atlas       | 1 - 1 (enlace roto disponible en Internet Archive; véase el historial, la primera versión y la última). | Morelia     | Jalisco                      | 22 de octubre | 20:45 |
| Atlante     | 1 - 1 (enlace roto disponible en Internet Archive; véase el historial, la primera versión y la última). | Tijuana     | Olímpico Andrés Quintana Roo | 22 de octubre | 21:00 |
| Toluca      | 4 - 3 (enlace roto disponible en Internet Archive; véase el historial, la primera versión y la última). | Puebla      | Nemesio Díez                 | 23 de octubre | 12:00 |
| América     | 1 - 3 (enlace roto disponible en Internet Archive; véase el historial, la primera versión y la última). | Guadalajara | Azteca                       | 23 de octubre | 16:00 |

| Morelia     | 2 - 2 (enlace roto disponible en Internet Archive; véase el historial, la primera versión y la última). | Pachuca     | Morelos                 | 25 de octubre | 20:30                       |
| Cruz Azul   | 0 - 0 (enlace roto disponible en Internet Archive; véase el historial, la primera versión y la última). | Toluca      | Azul                    | 26 de octubre | 19:00                       |
| Guadalajara | 1 - 0 (enlace roto disponible en Internet Archive; véase el historial, la primera versión y la última). | Tigres      | Jalisco                 | 26 de octubre | 20:00                       |
| Puebla      | 2 - 1 (enlace roto disponible en Internet Archive; véase el historial, la primera versión y la última). | Estudiantes | Cuauhtémoc              | 26 de octubre | 20:00                       |
| Tijuana     | 2 - 0 (enlace roto disponible en Internet Archive; véase el historial, la primera versión y la última). | Jaguares    | Caliente                | 26 de octubre | 20:00(Local)/ 22:00(Centro) |
| San Luis    | 2 - 1 (enlace roto disponible en Internet Archive; véase el historial, la primera versión y la última). | Querétaro   | Alfonso Lastras Ramírez | 26 de octubre | 20:30                       |
| Monterrey   | 2 - 0 (enlace roto disponible en Internet Archive; véase el historial, la primera versión y la última). | Atlas       | Tecnológico             | 26 de octubre | 20:30                       |
| Santos      | 1 - 1 (enlace roto disponible en Internet Archive; véase el historial, la primera versión y la última). | América     | TSM Corona              | 26 de octubre | 21:00                       |
| UNAM        | 1 - 0 (enlace roto disponible en Internet Archive; véase el historial, la primera versión y la última). | Atlante     | Olímpico Universitario  | 26 de octubre | 21:00                       |

| Atlante     | 4 - 4 (enlace roto disponible en Internet Archive; véase el historial, la primera versión y la última). | Morelia     | Neza 86             | 29 de octubre | 16:00                       |
| Jaguares    | 4 - 0 (enlace roto disponible en Internet Archive; véase el historial, la primera versión y la última). | UNAM        | Víctor Manuel Reyna | 29 de octubre | 17:00                       |
| Pachuca     | 4 - 0 (enlace roto disponible en Internet Archive; véase el historial, la primera versión y la última). | Monterrey   | Hidalgo             | 29 de octubre | 19:00                       |
| Tigres      | 2 - 1 (enlace roto disponible en Internet Archive; véase el historial, la primera versión y la última). | Santos      | Universitario       | 29 de octubre | 19:00                       |
| Atlas       | 1 - 1 (enlace roto disponible en Internet Archive; véase el historial, la primera versión y la última). | Guadalajara | Jalisco             | 29 de octubre | 20:45                       |
| Toluca      | 0 - 1 (enlace roto disponible en Internet Archive; véase el historial, la primera versión y la última). | Querétaro   | Nemesio Díez        | 30 de octubre | 12:00                       |
| Estudiantes | 0 - 2 (enlace roto disponible en Internet Archive; véase el historial, la primera versión y la última). | Cruz Azul   | Tres de Marzo       | 30 de octubre | 12:00                       |
| Tijuana     | 0 - 0 (enlace roto disponible en Internet Archive; véase el historial, la primera versión y la última). | San Luis    | Caliente            | 30 de octubre | 12:00(Local)/ 13:00(Centro) |
| América     | 2 - 3 (enlace roto disponible en Internet Archive; véase el historial, la primera versión y la última). | Puebla      | Azteca              | 30 de octubre | 16:00                       |

| Morelia     | 1 - 0 (enlace roto disponible en Internet Archive; véase el historial, la primera versión y la última). | Jaguares    | Morelos                 | 4 de noviembre | 20:10 |
| Monterrey   | 3 - 2 (enlace roto disponible en Internet Archive; véase el historial, la primera versión y la última). | Atlante     | Tecnológico             | 5 de noviembre | 17:00 |
| Querétaro   | 3 - 0 (enlace roto disponible en Internet Archive; véase el historial, la primera versión y la última). | Estudiantes | Corregidora             | 5 de noviembre | 17:00 |
| Guadalajara | 2 - 2 (enlace roto disponible en Internet Archive; véase el historial, la primera versión y la última). | Pachuca     | Omnilife                | 5 de noviembre | 19:00 |
| Santos      | 3 - 0 (enlace roto disponible en Internet Archive; véase el historial, la primera versión y la última). | Atlas       | TSM Corona              | 5 de noviembre | 19:00 |
| San Luis    | 5 - 1 (enlace roto disponible en Internet Archive; véase el historial, la primera versión y la última). | Toluca      | Alfonso Lastras Ramírez | 5 de noviembre | 20:45 |
| UNAM        | 1 - 1 (enlace roto disponible en Internet Archive; véase el historial, la primera versión y la última). | Tijuana     | Olímpico Universitario  | 6 de noviembre | 12:00 |
| Puebla      | 0 - 1 (enlace roto disponible en Internet Archive; véase el historial, la primera versión y la última). | Tigres      | Cuauhtémoc              | 6 de noviembre | 12:00 |
| Cruz Azul   | 3 - 1 (enlace roto disponible en Internet Archive; véase el historial, la primera versión y la última). | América     | Azul                    | 6 de noviembre | 17:00 |

## Tabla general
| Pos. | Equipo      | Pts. | PJ | G | E | P  | GF | GC | Dif. | Clasificación                                                                 |
| ---- | ----------- | ---- | -- | - | - | -- | -- | -- | ---- | ----------------------------------------------------------------------------- |
| 1    | Guadalajara | 30   | 17 | 8 | 6 | 3  | 24 | 18 | +6   | Cuartos de final de la liguilla y fase de grupos de la Copa Libertadores 2012 |
| 2    | Cruz Azul   | 29   | 17 | 8 | 5 | 4  | 21 | 14 | +7   | Cuartos de final de la liguilla y fase de grupos de la Copa Libertadores 2012 |
| 3    | Tigres (C)  | 28   | 17 | 7 | 7 | 3  | 22 | 13 | +9   | Cuartos de final de la liguilla y primera fase de la Copa Libertadores 2012   |
| 4    | Santos      | 27   | 17 | 8 | 3 | 6  | 29 | 25 | +4   | Cuartos de final de la liguilla                                               |
| 5    | Chiapas     | 26   | 17 | 7 | 5 | 5  | 28 | 23 | +5   | Cuartos de final de la liguilla                                               |
| 6    | Pachuca     | 26   | 17 | 7 | 5 | 5  | 28 | 25 | +3   | Cuartos de final de la liguilla                                               |
| 7    | Morelia     | 26   | 17 | 7 | 5 | 5  | 25 | 22 | +3   | Cuartos de final de la liguilla                                               |
| 8    | Querétaro   | 26   | 17 | 8 | 2 | 7  | 24 | 21 | +3   | Cuartos de final de la liguilla                                               |
| 9    | UNAM        | 25   | 17 | 7 | 4 | 6  | 19 | 25 | −6   |                                                                               |
| 10   | San Luis    | 24   | 17 | 6 | 6 | 5  | 23 | 20 | +3   |                                                                               |
| 11   | Monterrey   | 24   | 17 | 7 | 3 | 7  | 27 | 26 | +1   |                                                                               |
| 12   | Puebla      | 22   | 17 | 6 | 4 | 7  | 26 | 29 | −3   |                                                                               |
| 13   | Toluca      | 20   | 17 | 4 | 8 | 5  | 19 | 27 | −8   |                                                                               |
| 14   | Atlante     | 19   | 17 | 5 | 4 | 8  | 24 | 28 | −4   |                                                                               |
| 15   | Tijuana     | 18   | 17 | 3 | 9 | 5  | 21 | 23 | −2   |                                                                               |
| 16   | Estudiantes | 18   | 17 | 6 | 0 | 11 | 24 | 30 | −6   |                                                                               |
| 17   | América     | 15   | 17 | 3 | 6 | 8  | 26 | 31 | −5   |                                                                               |
| 18   | Atlas       | 12   | 17 | 2 | 6 | 9  | 20 | 30 | −10  |                                                                               |

 Fuente: Tabla general en Femexfut
- En esta Tabla general del Torneo, Monterrey, Morelia, Santos y Pumas, no podrán clasificar a la Copa Libertadores 2012, debido a su participación en la actual Concacaf Liga Campeones 2011-2012.

### Evolución de la Tabla general
| Equipo / Jornada | 01 | 02 | 03  | 04   | 05   | 06   | 07  | 08  | 09  | 10  | 11  | 12  | 13 | 14  | 15  | 16 | 17 |
| ---------------- | -- | -- | --- | ---- | ---- | ---- | --- | --- | --- | --- | --- | --- | -- | --- | --- | -- | -- |
| Guadalajara      | 4  | 3  | 4*  | 3*   | 2*   | 1*   | 1   | 1   | 3   | 3   | 5   | 7   | 3  | 1   | 1   | 1  | 1  |
| Cruz Azul        | 9  | 6  | 7   | 4    | 4    | 3    | 2   | 3   | 2   | 2   | 4   | 2   | 2  | 5   | 4   | 3  | 2  |
| Tigres           | 10 | 11 | 11  | 7    | 6    | 4    | 3   | 2   | 4   | 4   | 3   | 1   | 4  | 4   | 6   | 4  | 3  |
| Santos           | 1  | 1  | 2*  | 5*   | 5*   | 10** | 14* | 16* | 12* | 7*  | 6*  | 3*  | 1* | 3*  | 2*  | 6  | 4  |
| Jaguares         | 17 | 17 | 18* | 18*  | 16*  | 12*  | 6   | 4   | 1   | 1   | 2   | 6   | 5  | 2   | 5   | 2  | 5  |
| Pachuca          | 18 | 13 | 8   | 10   | 7    | 11   | 7   | 12  | 9   | 9   | 8   | 4   | 6  | 6   | 7   | 5  | 6  |
| Morelia          | 5  | 9  | 12* | 17*  | 17*  | 17** | 15* | 10* | 7*  | 12* | 15* | 14* | 9* | 12* | 11* | 8  | 7  |
| Querétaro        | 11 | 12 | 16  | 11   | 8    | 13   | 13  | 6   | 13  | 8   | 7   | 9   | 11 | 8   | 9   | 9  | 8  |
| UNAM             | 3  | 4  | 1   | 1    | 1    | 2    | 5   | 9   | 5   | 5   | 1   | 5   | 7  | 7   | 3   | 7  | 9  |
| San Luis         | 15 | 10 | 15* | 14** | 10** | 14** | 10* | 7   | 14  | 15  | 10  | 10  | 10 | 14  | 10  | 12 | 10 |
| Monterrey        | 2  | 2  | 3   | 2    | 3    | 5    | 4   | 5   | 6   | 11  | 13  | 8   | 8  | 10  | 8   | 11 | 11 |
| Puebla           | 8  | 5  | 9   | 12   | 13   | 9    | 11  | 11  | 8   | 13  | 14  | 15  | 13 | 15  | 12  | 10 | 12 |
| Toluca           | 6  | 8  | 5   | 6    | 11   | 7    | 8   | 8   | 15  | 10  | 12  | 12  | 14 | 9   | 11  | 13 | 13 |
| Atlante          | 16 | 18 | 13  | 15   | 18   | 18   | 16  | 15  | 11  | 6   | 11  | 11  | 12 | 13  | 14  | 14 | 14 |
| Tijuana          | 12 | 16 | 17* | 13*  | 14*  | 15*  | 17  | 17  | 17  | 17  | 17  | 17  | 17 | 17  | 16  | 16 | 15 |
| Estudiantes      | 13 | 14 | 14  | 16   | 9    | 6    | 9   | 14  | 10  | 14  | 9   | 13  | 15 | 11  | 13  | 15 | 16 |
| América          | 7  | 7  | 6   | 9*   | 12*  | 8*   | 12* | 13  | 16  | 16  | 16  | 16  | 16 | 16  | 17  | 17 | 17 |
| Atlas            | 14 | 15 | 10  | 8    | 15   | 16   | 18  | 18  | 18  | 18  | 18  | 18  | 18 | 18  | 18  | 18 | 18 |

* Con partido pendiente.

** Con dos partidos pendientes.

## Liguilla
|  | Cuartos de final                                                         | Cuartos de final                                                         | Cuartos de final                                                         | Cuartos de final                                                         | Cuartos de final                                                         |   |   | Semifinales                                                              | Semifinales                                                              | Semifinales                                                              | Semifinales                                                              | Semifinales                                                              |  |   | Final                                                         | Final                                                         | Final                                                         | Final                                                         | Final                                                         |  |
|  | 19 y 20 de noviembre de 2011 (ida) 26 y 27 de noviembre de 2011 (vuelta) | 19 y 20 de noviembre de 2011 (ida) 26 y 27 de noviembre de 2011 (vuelta) | 19 y 20 de noviembre de 2011 (ida) 26 y 27 de noviembre de 2011 (vuelta) | 19 y 20 de noviembre de 2011 (ida) 26 y 27 de noviembre de 2011 (vuelta) | 19 y 20 de noviembre de 2011 (ida) 26 y 27 de noviembre de 2011 (vuelta) |   |   | 30 de nov. y 1 de dic. de 2011 (ida) 3 y 4 de diciembre de 2011 (vuelta) | 30 de nov. y 1 de dic. de 2011 (ida) 3 y 4 de diciembre de 2011 (vuelta) | 30 de nov. y 1 de dic. de 2011 (ida) 3 y 4 de diciembre de 2011 (vuelta) | 30 de nov. y 1 de dic. de 2011 (ida) 3 y 4 de diciembre de 2011 (vuelta) | 30 de nov. y 1 de dic. de 2011 (ida) 3 y 4 de diciembre de 2011 (vuelta) |  |   | 8 de diciembre de 2011 (ida) 11 de diciembre de 2011 (vuelta) | 8 de diciembre de 2011 (ida) 11 de diciembre de 2011 (vuelta) | 8 de diciembre de 2011 (ida) 11 de diciembre de 2011 (vuelta) | 8 de diciembre de 2011 (ida) 11 de diciembre de 2011 (vuelta) | 8 de diciembre de 2011 (ida) 11 de diciembre de 2011 (vuelta) |  |
|  |                                                                          |                                                                          |                                                                          |                                                                          |                                                                          |   |   |                                                                          |                                                                          |                                                                          |                                                                          |                                                                          |  |   |                                                               |                                                               |                                                               |                                                               |                                                               |  |
|  |                                                                          |                                                                          |                                                                          |                                                                          |                                                                          |   |   |                                                                          |                                                                          |                                                                          |                                                                          |                                                                          |  |   |                                                               |                                                               |                                                               |                                                               |                                                               |  |
|  | 3                                                                        | Tigres                                                                   | 1                                                                        | 3                                                                        | 4                                                                        |   |   |                                                                          |                                                                          |                                                                          |                                                                          |                                                                          |  |   |                                                               |                                                               |                                                               |                                                               |                                                               |  |
|  | 3                                                                        | Tigres                                                                   | 1                                                                        | 3                                                                        | 4                                                                        |   |   |                                                                          |                                                                          |                                                                          |                                                                          |                                                                          |  |   |                                                               |                                                               |                                                               |                                                               |                                                               |  |
|  | 6                                                                        | Pachuca                                                                  | 0                                                                        | 0                                                                        | 0                                                                        |   |   |                                                                          |                                                                          |                                                                          |                                                                          |                                                                          |  |   |                                                               |                                                               |                                                               |                                                               |                                                               |  |
|  | 6                                                                        | Pachuca                                                                  | 0                                                                        | 0                                                                        | 0                                                                        |   | 3 | Tigres                                                                   | 0                                                                        | 1                                                                        | 1                                                                        |                                                                          |  |   |                                                               |                                                               |                                                               |                                                               |                                                               |  |
|  |                                                                          |                                                                          |                                                                          |                                                                          |                                                                          |   | 3 | Tigres                                                                   | 0                                                                        | 1                                                                        | 1                                                                        |                                                                          |  |   |                                                               |                                                               |                                                               |                                                               |                                                               |  |
|  |                                                                          |                                                                          | 8                                                                        | Querétaro                                                                | 0                                                                        | 0 | 0 |                                                                          |                                                                          |                                                                          |                                                                          |                                                                          |  |   |                                                               |                                                               |                                                               |                                                               |                                                               |  |
|  | 1                                                                        | Guadalajara                                                              | 8                                                                        | Querétaro                                                                | 0                                                                        | 0 | 0 | 1                                                                        | 0                                                                        | 1                                                                        |                                                                          |                                                                          |  |   |                                                               |                                                               |                                                               |                                                               |                                                               |  |
|  | 1                                                                        | Guadalajara                                                              |                                                                          |                                                                          |                                                                          |   |   |                                                                          |                                                                          | 1                                                                        |                                                                          |                                                                          |  |   |                                                               |                                                               |                                                               |                                                               |                                                               |  |
|  | 8                                                                        | Querétaro                                                                | 2                                                                        | 0                                                                        | 2                                                                        |   |   |                                                                          |                                                                          |                                                                          |                                                                          |                                                                          |  |   |                                                               |                                                               |                                                               |                                                               |                                                               |  |
|  | 8                                                                        | Querétaro                                                                | 2                                                                        | 0                                                                        | 2                                                                        |   |   |                                                                          |                                                                          |                                                                          |                                                                          |                                                                          |  | 3 | Tigres                                                        | 1                                                             | 3                                                             | 4                                                             |                                                               |  |
|  |                                                                          |                                                                          |                                                                          |                                                                          |                                                                          |   |   |                                                                          |                                                                          |                                                                          |                                                                          |                                                                          |  | 3 | Tigres                                                        | 1                                                             | 3                                                             | 4                                                             |                                                               |  |
|  |                                                                          |                                                                          | 4                                                                        | Santos                                                                   | 0                                                                        | 1 | 1 |                                                                          |                                                                          |                                                                          |                                                                          |                                                                          |  |   |                                                               |                                                               |                                                               |                                                               |                                                               |  |
|  | 4                                                                        | Santos                                                                   | 4                                                                        | Santos                                                                   | 0                                                                        | 1 | 1 | 2                                                                        | 2                                                                        | 4                                                                        |                                                                          |                                                                          |  |   |                                                               |                                                               |                                                               |                                                               |                                                               |  |
|  | 4                                                                        | Santos                                                                   |                                                                          |                                                                          |                                                                          |   |   |                                                                          |                                                                          | 4                                                                        |                                                                          |                                                                          |  |   |                                                               |                                                               |                                                               |                                                               |                                                               |  |
|  | 5                                                                        | Chiapas                                                                  | 2                                                                        | 1                                                                        | 3                                                                        |   |   |                                                                          |                                                                          |                                                                          |                                                                          |                                                                          |  |   |                                                               |                                                               |                                                               |                                                               |                                                               |  |
|  | 5                                                                        | Chiapas                                                                  | 2                                                                        | 1                                                                        | 3                                                                        |   | 4 | Santos (*)                                                               | 1                                                                        | 3                                                                        | 4                                                                        |                                                                          |  |   |                                                               |                                                               |                                                               |                                                               |                                                               |  |
|  |                                                                          |                                                                          |                                                                          |                                                                          |                                                                          |   | 4 | Santos (*)                                                               | 1                                                                        | 3                                                                        | 4                                                                        |                                                                          |  |   |                                                               |                                                               |                                                               |                                                               |                                                               |  |
|  |                                                                          |                                                                          | 7                                                                        | Morelia                                                                  | 2                                                                        | 2 | 4 |                                                                          |                                                                          |                                                                          |                                                                          |                                                                          |  |   |                                                               |                                                               |                                                               |                                                               |                                                               |  |
|  | 2                                                                        | Cruz Azul                                                                | 7                                                                        | Morelia                                                                  | 2                                                                        | 2 | 4 | 1                                                                        | 1                                                                        | 2                                                                        |                                                                          |                                                                          |  |   |                                                               |                                                               |                                                               |                                                               |                                                               |  |
|  | 2                                                                        | Cruz Azul                                                                |                                                                          |                                                                          |                                                                          |   |   |                                                                          |                                                                          | 2                                                                        |                                                                          |                                                                          |  |   |                                                               |                                                               |                                                               |                                                               |                                                               |  |
|  | 7                                                                        | Morelia                                                                  | 2                                                                        | 2                                                                        | 4                                                                        |   |   |                                                                          |                                                                          |                                                                          |                                                                          |                                                                          |  |   |                                                               |                                                               |                                                               |                                                               |                                                               |  |
|  | 7                                                                        | Morelia                                                                  | 2                                                                        | 2                                                                        | 4                                                                        |   |   |                                                                          |                                                                          |                                                                          |                                                                          |                                                                          |  |   |                                                               |                                                               |                                                               |                                                               |                                                               |  |
|  |                                                                          |                                                                          |                                                                          |                                                                          |                                                                          |   |   |                                                                          |                                                                          |                                                                          |                                                                          |                                                                          |  |   |                                                               |                                                               |                                                               |                                                               |                                                               |  |

- (*) Avanzó por su mejor posición en la tabla

### Cuartos de final
| 19 de noviembre - 17:00 | Querétaro           | 2:1 (1:0) | Guadalajara          | Estadio Corregidora, Querétaro, Qro   |                                       |
|                         | Carlos Bueno 9' 69' | Reporte   | Jorge Enríquez 90+2' | Árbitro(s): Fernando Guerrero Ramírez | Árbitro(s): Fernando Guerrero Ramírez |

| 26 de noviembre - 19:00 | Guadalajara | 0:0     | Querétaro | Estadio Omnilife, Zapopan, Jal. |                              |
|                         |             | Reporte |           | Árbitro(s): Mauricio Morales    | Árbitro(s): Mauricio Morales |

| 19 de noviembre - 19:00 | Morelia                | 2:1 (0:1) | Cruz Azul         | Estadio Morelos, Morelia, Mich. |                          |
|                         | Rafael Márquez 77' 85' | Reporte   | Javier Orozco 32' | Árbitro(s): Erim Ramírez        | Árbitro(s): Erim Ramírez |

| 26 de noviembre - 17:00 | Cruz Azul          | 1:2 (1:2) | Morelia                             | Estadio Azul, México, D. F.         |                                     |
|                         | Alejandro Vela 36' | Reporte   | Miguel Sabah 16' · Gerardo Lugo 21' | Árbitro(s): Marco Antonio Rodríguez | Árbitro(s): Marco Antonio Rodríguez |

| 20 de noviembre - 18:00 | Pachuca | 0:1 (0:1) | Tigres              | Estadio Hidalgo, Pachuca, Hgo. |                             |
|                         |         | Reporte   | Héctor Mancilla 26' | Árbitro(s): Paul Delgadillo    | Árbitro(s): Paul Delgadillo |

| 27 de noviembre - 19:00 | Tigres                                                     | 3:0 (3:0) | Pachuca | Estadio Universitario, San Nicolás de los Garza, N.L. |                              |
|                         | Manuel Viniegra 11' · Lucas Lobos 25' · Damian Álvarez 35' | Reporte   |         | Árbitro(s): Francisco Chacón                          | Árbitro(s): Francisco Chacón |

| 20 de noviembre - 16:00 | Jaguares                                    | 2:2 (0:2) | Santos                              | Estadio Víctor Manuel Reyna, Tuxtla Gutiérrez, Chis. |                              |
|                         | Jackson Martínez 83' · Franco Arizala 90+2' | Reporte   | Felipe Baloy 4' · Oribe Peralta 32' | Árbitro(s): Ricardo Arellano                         | Árbitro(s): Ricardo Arellano |

| 27 de noviembre - 17:00 | Santos                                          | 2:1 (1:0) | Jaguares             | Estadio TSM Corona, Torreón, Coah. |                                   |
|                         | Carlos Darwin Quintero 41' · Daniel Ludueña 73' | Reporte   | Jackson Martínez 66' | Árbitro(s): Roberto García Orozco  | Árbitro(s): Roberto García Orozco |

### Semifinales
| 1 de diciembre - 19:00 | Querétaro | 0:0     | Tigres | Estadio Corregidora, Querétaro, Qro |                                   |
|                        |           | Reporte |        | Árbitro(s): Roberto García Orozco   | Árbitro(s): Roberto García Orozco |

| 4 de diciembre - 18:00 | Tigres                            | 1:0 (1:0) | Querétaro | Estadio Universitario, San Nicolás de los Garza, N.L. |                              |
|                        | Manuel López Mondragón 44' (a.g.) | Reporte   |           | Árbitro(s): Francisco Chacón                          | Árbitro(s): Francisco Chacón |

| 30 de noviembre - 20:30 | Morelia                                   | 2:1 (2:0) | Santos            | Estadio Morelos, Morelia, Mich. |                             |
|                         | Jaime Lozano 13' · Édgar Gerardo Lugo 25' | Reporte   | Oribe Peralta 83' | Árbitro(s): Paul Delgadillo     | Árbitro(s): Paul Delgadillo |

| 3 de diciembre - 19:00 | Santos                                                     | 3:2 (1:0) | Morelia                 | Estadio TSM Corona, Torreón, Coah.  |                                     |
|                        | Juan Pablo Rodríguez 34' (pen.) · Christian Suárez 52' 64' | Reporte   | Ángel Sepúlveda 74' 86' | Árbitro(s): Marco Antonio Rodríguez | Árbitro(s): Marco Antonio Rodríguez |

### Final
| 8 de diciembre - 20:30 | Santos | 0:1 (0:1) | Tigres            | Estadio TSM Corona, Torreón, Coah. |                             |
|                        |        | Reporte   | Damián Álvarez 7' | Árbitro(s): Paul Delgadillo        | Árbitro(s): Paul Delgadillo |

| 11 de diciembre - 18:00 | Tigres                                                | 3:1 (0:1) | Santos            | Estadio Universitario, San Nicolás de los Garza, N.L. |                                     |
|                         | Héctor Mancilla 51' · Danilinho 63' · Alan Pulido 86' | Reporte   | Oribe Peralta 30' | Árbitro(s): Marco Antonio Rodríguez                   | Árbitro(s): Marco Antonio Rodríguez |

## Final

### Ida
| 1     | POR   | Oswaldo Sánchez        |     |
| 4     | DEF   | Iván Estrada           | 45' |
| 18    | DEF   | Santiago Hoyos         |     |
| 23    | DEF   | Felipe Baloy           |     |
| 14    | DEF   | César Ibáñez           |     |
| 8     | MED   | Juan Pablo Rodríguez   |     |
| 17    | MED   | Rodolfo Salinas        |     |
| 7     | DEL   | José María Cárdenas    |     |
| 3     | DEL   | Carlos Darwin Quintero | 45' |
| 13    | DEL   | Christian Suárez       | 61' |
| 24    | DEL   | Oribe Peralta          |     |
| D. T. | D. T. | Benjamín Galindo       |     |

| 1     | POR   | Enrique Palos        |     |
| 2     | DEF   | Israel Sabdi Jiménez |     |
| 3     | DEF   | Juninho              |     |
| 4     | DEF   | Hugo Ayala           |     |
| 6     | DEF   | Jorge Torres Nilo    |     |
| 11    | MED   | Damián Álvarez       |     |
| 15    | MED   | Manuel Viniegra      | 88' |
| 16    | MED   | Lucas Lobos          |     |
| 30    | MED   | Carlos Salcido       | 72' |
| 9     | DEL   | Héctor Mancilla      |     |
| 10    | DEL   | Danilinho            |     |
| D. T. | D. T. | Ricardo Ferretti     |     |

| 20 | Defensa        | Osmar Mares           | 45' |
| 8  | Centrocampista | Carlos Adrián Morales | 45' |
| 15 | Centrocampista | Jaime Toledo          | 61' |

| 19 | Delantero      | Alan Pulido  | 72' |
| 29 | Centrocampista | Jesús Dueñas | 88' |

| 7' | Damián Álvarez | 1:0 |

| 23' · 28' · 58' · 81' | Oswaldo Sánchez Iván Estrada Carlos Adrián Morales Felipe Baloy |

| 23' | Juan Pablo Rodríguez |

| Principal  | Paul Delgadillo    |
| Asistentes | Salvador Rodríguez |
|            | Carlos Gonzáles    |
| Cuarto     | Ricardo Arellano   |

|                   |    |    |
| Tiros             | 5  | 14 |
| Tiros a puerta    | 1  | 9  |
| Faltas            | 16 | 11 |
| Saques de esquina | 5  | 6  |
| Penaltis          | 0  | 0  |
| Fueras de juego   | 2  | 3  |

| Alineación inicial |

| 1     | POR   | Oswaldo Sánchez        |     |
| 4     | DEF   | Iván Estrada           | 45' |
| 18    | DEF   | Santiago Hoyos         |     |
| 23    | DEF   | Felipe Baloy           |     |
| 14    | DEF   | César Ibáñez           |     |
| 8     | MED   | Juan Pablo Rodríguez   |     |
| 17    | MED   | Rodolfo Salinas        |     |
| 7     | DEL   | José María Cárdenas    |     |
| 3     | DEL   | Carlos Darwin Quintero | 45' |
| 13    | DEL   | Christian Suárez       | 61' |
| 24    | DEL   | Oribe Peralta          |     |
| D. T. | D. T. | Benjamín Galindo       |     |

| 1     | POR   | Enrique Palos        |     |
| 2     | DEF   | Israel Sabdi Jiménez |     |
| 3     | DEF   | Juninho              |     |
| 4     | DEF   | Hugo Ayala           |     |
| 6     | DEF   | Jorge Torres Nilo    |     |
| 11    | MED   | Damián Álvarez       |     |
| 15    | MED   | Manuel Viniegra      | 88' |
| 16    | MED   | Lucas Lobos          |     |
| 30    | MED   | Carlos Salcido       | 72' |
| 9     | DEL   | Héctor Mancilla      |     |
| 10    | DEL   | Danilinho            |     |
| D. T. | D. T. | Ricardo Ferretti     |     |

| 20 | Defensa        | Osmar Mares           | 45' |
| 8  | Centrocampista | Carlos Adrián Morales | 45' |
| 15 | Centrocampista | Jaime Toledo          | 61' |

| 19 | Delantero      | Alan Pulido  | 72' |
| 29 | Centrocampista | Jesús Dueñas | 88' |

| 7' | Damián Álvarez | 1:0 |

| 23' · 28' · 58' · 81' | Oswaldo Sánchez Iván Estrada Carlos Adrián Morales Felipe Baloy |

| 23' | Juan Pablo Rodríguez |

| Principal  | Paul Delgadillo    |
| Asistentes | Salvador Rodríguez |
|            | Carlos Gonzáles    |
| Cuarto     | Ricardo Arellano   |

|                   |    |    |
| Tiros             | 5  | 14 |
| Tiros a puerta    | 1  | 9  |
| Faltas            | 16 | 11 |
| Saques de esquina | 5  | 6  |
| Penaltis          | 0  | 0  |
| Fueras de juego   | 2  | 3  |

| Alineación inicial |

| 1     | POR   | Oswaldo Sánchez        |     |
| 4     | DEF   | Iván Estrada           | 45' |
| 18    | DEF   | Santiago Hoyos         |     |
| 23    | DEF   | Felipe Baloy           |     |
| 14    | DEF   | César Ibáñez           |     |
| 8     | MED   | Juan Pablo Rodríguez   |     |
| 17    | MED   | Rodolfo Salinas        |     |
| 7     | DEL   | José María Cárdenas    |     |
| 3     | DEL   | Carlos Darwin Quintero | 45' |
| 13    | DEL   | Christian Suárez       | 61' |
| 24    | DEL   | Oribe Peralta          |     |
| D. T. | D. T. | Benjamín Galindo       |     |

| 1     | POR   | Enrique Palos        |     |
| 2     | DEF   | Israel Sabdi Jiménez |     |
| 3     | DEF   | Juninho              |     |
| 4     | DEF   | Hugo Ayala           |     |
| 6     | DEF   | Jorge Torres Nilo    |     |
| 11    | MED   | Damián Álvarez       |     |
| 15    | MED   | Manuel Viniegra      | 88' |
| 16    | MED   | Lucas Lobos          |     |
| 30    | MED   | Carlos Salcido       | 72' |
| 9     | DEL   | Héctor Mancilla      |     |
| 10    | DEL   | Danilinho            |     |
| D. T. | D. T. | Ricardo Ferretti     |     |

| 20 | Defensa        | Osmar Mares           | 45' |
| 8  | Centrocampista | Carlos Adrián Morales | 45' |
| 15 | Centrocampista | Jaime Toledo          | 61' |

| 19 | Delantero      | Alan Pulido  | 72' |
| 29 | Centrocampista | Jesús Dueñas | 88' |

| 7' | Damián Álvarez | 1:0 |

| 23' · 28' · 58' · 81' | Oswaldo Sánchez Iván Estrada Carlos Adrián Morales Felipe Baloy |

| 23' | Juan Pablo Rodríguez |

| Principal  | Paul Delgadillo    |
| Asistentes | Salvador Rodríguez |
|            | Carlos Gonzáles    |
| Cuarto     | Ricardo Arellano   |

|                   |    |    |
| Tiros             | 5  | 14 |
| Tiros a puerta    | 1  | 9  |
| Faltas            | 16 | 11 |
| Saques de esquina | 5  | 6  |
| Penaltis          | 0  | 0  |
| Fueras de juego   | 2  | 3  |

| Alineación inicial |

| 1     | POR   | Oswaldo Sánchez        |     |
| 4     | DEF   | Iván Estrada           | 45' |
| 18    | DEF   | Santiago Hoyos         |     |
| 23    | DEF   | Felipe Baloy           |     |
| 14    | DEF   | César Ibáñez           |     |
| 8     | MED   | Juan Pablo Rodríguez   |     |
| 17    | MED   | Rodolfo Salinas        |     |
| 7     | DEL   | José María Cárdenas    |     |
| 3     | DEL   | Carlos Darwin Quintero | 45' |
| 13    | DEL   | Christian Suárez       | 61' |
| 24    | DEL   | Oribe Peralta          |     |
| D. T. | D. T. | Benjamín Galindo       |     |

| 1     | POR   | Enrique Palos        |     |
| 2     | DEF   | Israel Sabdi Jiménez |     |
| 3     | DEF   | Juninho              |     |
| 4     | DEF   | Hugo Ayala           |     |
| 6     | DEF   | Jorge Torres Nilo    |     |
| 11    | MED   | Damián Álvarez       |     |
| 15    | MED   | Manuel Viniegra      | 88' |
| 16    | MED   | Lucas Lobos          |     |
| 30    | MED   | Carlos Salcido       | 72' |
| 9     | DEL   | Héctor Mancilla      |     |
| 10    | DEL   | Danilinho            |     |
| D. T. | D. T. | Ricardo Ferretti     |     |

| 20 | Defensa        | Osmar Mares           | 45' |
| 8  | Centrocampista | Carlos Adrián Morales | 45' |
| 15 | Centrocampista | Jaime Toledo          | 61' |

| 19 | Delantero      | Alan Pulido  | 72' |
| 29 | Centrocampista | Jesús Dueñas | 88' |

| 7' | Damián Álvarez | 1:0 |

| 23' · 28' · 58' · 81' | Oswaldo Sánchez Iván Estrada Carlos Adrián Morales Felipe Baloy |

| 23' | Juan Pablo Rodríguez |

| Principal  | Paul Delgadillo    |
| Asistentes | Salvador Rodríguez |
|            | Carlos Gonzáles    |
| Cuarto     | Ricardo Arellano   |

|                   |    |    |
| Tiros             | 5  | 14 |
| Tiros a puerta    | 1  | 9  |
| Faltas            | 16 | 11 |
| Saques de esquina | 5  | 6  |
| Penaltis          | 0  | 0  |
| Fueras de juego   | 2  | 3  |

| Alineación inicial |

### Vuelta
| 1     | POR   | Enrique Palos        |     |
| 2     | DEF   | Israel Sabdi Jiménez |     |
| 3     | DEF   | Juninho              |     |
| 4     | DEF   | Hugo Ayala           |     |
| 6     | DEF   | Jorge Torres Nilo    |     |
| 30    | DEF   | Carlos Salcido       |     |
| 15    | MED   | Manuel Viniegra      | 87' |
| 16    | MED   | Lucas Lobos          |     |
| 9     | DEL   | Héctor Mancilla      | 79' |
| 10    | DEL   | Danilinho            | 89' |
| 11    | DEL   | Damián Álvarez       |     |
| D. T. | D. T. | Ricardo Ferretti     |     |

| 24    | POR   | Oswaldo Sánchez        |     |
| 20    | DEF   | Osmar Mares            |     |
| 18    | DEF   | Santiago Hoyos         |     |
| 23    | DEF   | Felipe Baloy           |     |
| 14    | DEF   | César Ibáñez           |     |
| 28    | MED   | Carlos Adrián Morales  | 66' |
| 17    | MED   | Rodolfo Salinas        |     |
| 7     | DEL   | José María Cárdenas    | 66' |
| 3     | DEL   | Carlos Darwin Quintero | 15' |
| 13    | DEL   | Christian Suárez       |     |
| 11    | DEL   | Oribe Peralta          |     |
| D. T. | D. T. | Benjamín Galindo       |     |

| 12 | Delantero      | Alan Pulido  | 79' |
| 17 | Centrocampista | David Toledo | 87' |
| 24 | Defensa        | Arturo Rivas | 89' |

| 25 | Guardameta     | Miguel Becerra          | 15' |
| 10 | Centrocampista | Daniel Emmanuel Ludueña | 66' |
| 37 | Defensa        | Cándido Ramírez         | 66' |

| 51' · 63' · 86' | Héctor Mancilla Danilinho Alan Pulido | 1:1 2:1 3:1 |

| 30' | Oribe Peralta | 0:1 |

| 36' · 38' · 56' · 63' | Jorge Torres Nilo Lucas Lobos Héctor Mancilla Danilinho |

| 19' · 56' | Rodolfo Salinas Carlos Adrián Morales |

| 68' | Israel Sabdi Jiménez |

| 12' · 68' | Oswaldo Sánchez Felipe Baloy |

| Principal  | Marco Antonio Rodríguez |
| Asistentes | Alberto Morin           |
|            | Juan Joel Rangel        |
| Cuarto     | Mauricio Morales        |

|                   |    |   |
| Tiros             | 14 | 5 |
| Tiros a puerta    | 6  | 1 |
| Faltas            | 4  | 4 |
| Saques de esquina | 7  | 3 |
| Penaltis          | 1  | 0 |
| Fueras de juego   | 0  | 0 |

| Alineación inicial |

| 1     | POR   | Enrique Palos        |     |
| 2     | DEF   | Israel Sabdi Jiménez |     |
| 3     | DEF   | Juninho              |     |
| 4     | DEF   | Hugo Ayala           |     |
| 6     | DEF   | Jorge Torres Nilo    |     |
| 30    | DEF   | Carlos Salcido       |     |
| 15    | MED   | Manuel Viniegra      | 87' |
| 16    | MED   | Lucas Lobos          |     |
| 9     | DEL   | Héctor Mancilla      | 79' |
| 10    | DEL   | Danilinho            | 89' |
| 11    | DEL   | Damián Álvarez       |     |
| D. T. | D. T. | Ricardo Ferretti     |     |

| 24    | POR   | Oswaldo Sánchez        |     |
| 20    | DEF   | Osmar Mares            |     |
| 18    | DEF   | Santiago Hoyos         |     |
| 23    | DEF   | Felipe Baloy           |     |
| 14    | DEF   | César Ibáñez           |     |
| 28    | MED   | Carlos Adrián Morales  | 66' |
| 17    | MED   | Rodolfo Salinas        |     |
| 7     | DEL   | José María Cárdenas    | 66' |
| 3     | DEL   | Carlos Darwin Quintero | 15' |
| 13    | DEL   | Christian Suárez       |     |
| 11    | DEL   | Oribe Peralta          |     |
| D. T. | D. T. | Benjamín Galindo       |     |

| 12 | Delantero      | Alan Pulido  | 79' |
| 17 | Centrocampista | David Toledo | 87' |
| 24 | Defensa        | Arturo Rivas | 89' |

| 25 | Guardameta     | Miguel Becerra          | 15' |
| 10 | Centrocampista | Daniel Emmanuel Ludueña | 66' |
| 37 | Defensa        | Cándido Ramírez         | 66' |

| 51' · 63' · 86' | Héctor Mancilla Danilinho Alan Pulido | 1:1 2:1 3:1 |

| 30' | Oribe Peralta | 0:1 |

| 36' · 38' · 56' · 63' | Jorge Torres Nilo Lucas Lobos Héctor Mancilla Danilinho |

| 19' · 56' | Rodolfo Salinas Carlos Adrián Morales |

| 68' | Israel Sabdi Jiménez |

| 12' · 68' | Oswaldo Sánchez Felipe Baloy |

| Principal  | Marco Antonio Rodríguez |
| Asistentes | Alberto Morin           |
|            | Juan Joel Rangel        |
| Cuarto     | Mauricio Morales        |

|                   |    |   |
| Tiros             | 14 | 5 |
| Tiros a puerta    | 6  | 1 |
| Faltas            | 4  | 4 |
| Saques de esquina | 7  | 3 |
| Penaltis          | 1  | 0 |
| Fueras de juego   | 0  | 0 |

| Alineación inicial |

| 1     | POR   | Enrique Palos        |     |
| 2     | DEF   | Israel Sabdi Jiménez |     |
| 3     | DEF   | Juninho              |     |
| 4     | DEF   | Hugo Ayala           |     |
| 6     | DEF   | Jorge Torres Nilo    |     |
| 30    | DEF   | Carlos Salcido       |     |
| 15    | MED   | Manuel Viniegra      | 87' |
| 16    | MED   | Lucas Lobos          |     |
| 9     | DEL   | Héctor Mancilla      | 79' |
| 10    | DEL   | Danilinho            | 89' |
| 11    | DEL   | Damián Álvarez       |     |
| D. T. | D. T. | Ricardo Ferretti     |     |

| 24    | POR   | Oswaldo Sánchez        |     |
| 20    | DEF   | Osmar Mares            |     |
| 18    | DEF   | Santiago Hoyos         |     |
| 23    | DEF   | Felipe Baloy           |     |
| 14    | DEF   | César Ibáñez           |     |
| 28    | MED   | Carlos Adrián Morales  | 66' |
| 17    | MED   | Rodolfo Salinas        |     |
| 7     | DEL   | José María Cárdenas    | 66' |
| 3     | DEL   | Carlos Darwin Quintero | 15' |
| 13    | DEL   | Christian Suárez       |     |
| 11    | DEL   | Oribe Peralta          |     |
| D. T. | D. T. | Benjamín Galindo       |     |

| 12 | Delantero      | Alan Pulido  | 79' |
| 17 | Centrocampista | David Toledo | 87' |
| 24 | Defensa        | Arturo Rivas | 89' |

| 25 | Guardameta     | Miguel Becerra          | 15' |
| 10 | Centrocampista | Daniel Emmanuel Ludueña | 66' |
| 37 | Defensa        | Cándido Ramírez         | 66' |

| 51' · 63' · 86' | Héctor Mancilla Danilinho Alan Pulido | 1:1 2:1 3:1 |

| 30' | Oribe Peralta | 0:1 |

| 36' · 38' · 56' · 63' | Jorge Torres Nilo Lucas Lobos Héctor Mancilla Danilinho |

| 19' · 56' | Rodolfo Salinas Carlos Adrián Morales |

| 68' | Israel Sabdi Jiménez |

| 12' · 68' | Oswaldo Sánchez Felipe Baloy |

| Principal  | Marco Antonio Rodríguez |
| Asistentes | Alberto Morin           |
|            | Juan Joel Rangel        |
| Cuarto     | Mauricio Morales        |

|                   |    |   |
| Tiros             | 14 | 5 |
| Tiros a puerta    | 6  | 1 |
| Faltas            | 4  | 4 |
| Saques de esquina | 7  | 3 |
| Penaltis          | 1  | 0 |
| Fueras de juego   | 0  | 0 |

| Alineación inicial |

| 1     | POR   | Enrique Palos        |     |
| 2     | DEF   | Israel Sabdi Jiménez |     |
| 3     | DEF   | Juninho              |     |
| 4     | DEF   | Hugo Ayala           |     |
| 6     | DEF   | Jorge Torres Nilo    |     |
| 30    | DEF   | Carlos Salcido       |     |
| 15    | MED   | Manuel Viniegra      | 87' |
| 16    | MED   | Lucas Lobos          |     |
| 9     | DEL   | Héctor Mancilla      | 79' |
| 10    | DEL   | Danilinho            | 89' |
| 11    | DEL   | Damián Álvarez       |     |
| D. T. | D. T. | Ricardo Ferretti     |     |

| 24    | POR   | Oswaldo Sánchez        |     |
| 20    | DEF   | Osmar Mares            |     |
| 18    | DEF   | Santiago Hoyos         |     |
| 23    | DEF   | Felipe Baloy           |     |
| 14    | DEF   | César Ibáñez           |     |
| 28    | MED   | Carlos Adrián Morales  | 66' |
| 17    | MED   | Rodolfo Salinas        |     |
| 7     | DEL   | José María Cárdenas    | 66' |
| 3     | DEL   | Carlos Darwin Quintero | 15' |
| 13    | DEL   | Christian Suárez       |     |
| 11    | DEL   | Oribe Peralta          |     |
| D. T. | D. T. | Benjamín Galindo       |     |

| 12 | Delantero      | Alan Pulido  | 79' |
| 17 | Centrocampista | David Toledo | 87' |
| 24 | Defensa        | Arturo Rivas | 89' |

| 25 | Guardameta     | Miguel Becerra          | 15' |
| 10 | Centrocampista | Daniel Emmanuel Ludueña | 66' |
| 37 | Defensa        | Cándido Ramírez         | 66' |

| 51' · 63' · 86' | Héctor Mancilla Danilinho Alan Pulido | 1:1 2:1 3:1 |

| 30' | Oribe Peralta | 0:1 |

| 36' · 38' · 56' · 63' | Jorge Torres Nilo Lucas Lobos Héctor Mancilla Danilinho |

| 19' · 56' | Rodolfo Salinas Carlos Adrián Morales |

| 68' | Israel Sabdi Jiménez |

| 12' · 68' | Oswaldo Sánchez Felipe Baloy |

| Principal  | Marco Antonio Rodríguez |
| Asistentes | Alberto Morin           |
|            | Juan Joel Rangel        |
| Cuarto     | Mauricio Morales        |

|                   |    |   |
| Tiros             | 14 | 5 |
| Tiros a puerta    | 6  | 1 |
| Faltas            | 4  | 4 |
| Saques de esquina | 7  | 3 |
| Penaltis          | 1  | 0 |
| Fueras de juego   | 0  | 0 |

| Alineación inicial |

| Campeón Apertura 2011 |
| --------------------- |
|                       |
| Tigres UANL           |
| 3.er título           |

## Tabla de goleo individual[5]
Simbología:

: goles anotados.

Min.: Minutos jugados.

Efec.: Efectividad. (Minutos Jugados / Goles Anotados) 

| Jugador              | Club        | Anotado | Min. | Efec.  |
| -------------------- | ----------- | ------- | ---- | ------ |
| Iván Alonso          | Toluca      | 11      | 1402 | 127.45 |
| Oribe Peralta        | Santos      | 10      | 1053 | 105.30 |
| Carlos Bueno         | Querétaro   | 10      | 1421 | 142.10 |
| Jackson Martínez     | Jaguares    | 8       | 1019 | 127.38 |
| Enrique Esqueda      | Pachuca     | 8       | 1219 | 152.38 |
| Christian Benítez    | América     | 8       | 1292 | 161.50 |
| Marco Fabián         | Guadalajara | 8       | 1453 | 181.63 |
| Alfredo David Moreno | San Luis    | 7       | 758  | 108.29 |
| Hérculez Gómez       | Estudiantes | 7       | 884  | 126.29 |
| Luis Gabriel Rey     | Jaguares    | 7       | 1107 | 158.14 |
| Luis García Sanz     | Puebla      | 7       | 1116 | 153.43 |
| Héctor Mancilla      | Tigres      | 7       | 1315 | 187.86 |
| Miguel Sabah         | Morelia     | 7       | 1401 | 200.14 |
| César Delgado        | Monterrey   | 6       | 1006 | 167.67 |
| Duvier Riascos       | Puebla      | 6       | 1104 | 184.00 |

## Tabla de Asistencias.[6]
Simbología:

Asist.: Asistencias.

Min.: Minutos jugados.

JJ: Juegos jugados.

| \| Jugador \| Club \| Asist. \| Min. \| JJ \| \| ------------------------- \| ----------- \| ------ \| ---- \| -- \| \| Javier Aquino \| Cruz Azul \| 6 \| 791 \| 15 \| \| Damián Álvarez \| Tigres \| 4 \| 1215 \| 14 \| \| Rodrigo Ruiz \| Estudiantes \| 4 \| 570 \| 15 \| \| Christian Bermúdez \| Atlante \| 4 \| 1454 \| 17 \| \| Alberto Medina \| Guadalajara \| 3 \| 1308 \| 16 \| \| Christian Benítez \| América \| 3 \| 1292 \| 15 \| \| Mauro Cejas \| Pachuca \| 3 \| 1267 \| 17 \| \| Rubens Oscar Sambueza \| Estudiantes \| 3 \| 1317 \| 16 \| \| Danilo Veron Bairros \| Tigres \| 3 \| 1502 \| 17 \| \| Franco Arizala \| Jaguares \| 3 \| 1029 \| 15 \| \| César Delgado \| Monterrey \| 3 \| 1006 \| 14 \| \| Edgar Andrade \| Jaguares \| 3 \| 1356 \| 17 \| \| Javier Cortés \| Pumas \| 3 \| 1513 \| 17 \| \| Christian Suárez \| Santos \| 3 \| 1067 \| 15 \| \| Daley Mena \| Querétaro \| 2 \| 886 \| 10 \| \| José Sand \| Tijuana \| 2 \| 1148 \| 16 \| \| Lucas Bovaglio \| Estudiantes \| 2 \| 1228 \| 14 \| \| Christian Giménez \| Cruz Azul \| 2 \| 990 \| 11 \| \| Miguel Ángel Ponce \| Guadalajara \| 2 \| 841 \| 10 \| \| Edy Brambila \| Pachuca \| 2 \| 1044 \| 17 \| \| Lucas Antonio Silva \| Puebla \| 2 \| 1374 \| 16 \| \| Marco Fabián \| Guadalajara \| 2 \| 1453 \| 17 \| \| Daniel Montenegro \| América \| 2 \| 1269 \| 16 \| \| Javier Yacuzzi \| Tijuana \| 2 \| 814 \| 17 \| \| Martín Bravo \| Pumas \| 2 \| 1437 \| 17 \| \| Neri Raúl Cardozo \| Monterrey \| 2 \| 1354 \| 17 \| \| Humberto Suazo \| Monterrey \| 2 \| 973 \| 12 \| \| Jesús Sánchez \| Guadalajara \| 2 \| 1143 \| 16 \| \| Isaac Acuña \| América \| 2 \| 71 \| 6 \| \| Leandro Augusto Oldoni \| Tijuana \| 2 \| 1267 \| 15 \| \| Adrián Cortés \| Cruz Azul \| 2 \| 838 \| 12 \| \| Francisco Palencia \| Pumas \| 2 \| 1046 \| 15 \| \| Fernando Arce \| Tijuana \| 2 \| 1410 \| 16 \| \| Óscar Ricardo Rojas \| Atlante \| 2 \| 1063 \| 14 \| \| Luis Alonso Sandoval \| Morelia \| 2 \| 879 \| 15 \| \| Oribe Peralta \| Santos \| 2 \| 1053 \| 13 \| \| Rafael Márquez Lugo \| Morelia \| 2 \| 1062 \| 14 \| \| Richard Ruíz Toledo \| Tijuana \| 2 \| 1082 \| 15 \| \| Aldo Polo \| Puebla \| 1 \| 1245 \| 16 \| \| Jehu Chiapas \| San Luis \| 1 \| 1530 \| 17 \| \| Carlos Rodríguez \| Pachuca \| 1 \| 961 \| 13 \| \| Alfredo David Moreno \| San Luis \| 1 \| 758 \| 14 \| \| Sergio Santana \| Monterrey \| 1 \| 1003 \| 14 \| \| José David Toledo Bosques \| Tigres \| 1 \| 775 \| 9 \| \| Mario Ortiz \| Atlante \| 1 \| 297 \| 9 \| \| José María Cárdenas \| Santos \| 1 \| 692 \| 15 \| \| Rogelio Chávez \| Pachuca \| 1 \| 1344 \| 16 \| \| Raúl Enríquez Arámbula \| Tijuana \| 1 \| 702 \| 12 \| \| Jaime Correa Córdoba \| San Luis \| 1 \| 722 \| 9 \| \| Óscar Adrián Rojas \| América \| 1 \| 1226 \| 15 \| \| Antonio Naelson \| Toluca \| 1 \| 1227 \| 14 \| \| Rafael Medina \| Estudiantes \| 1 \| 750 \| 10 \| \| Marvin Cabrera \| Morelia \| 1 \| 717 \| 10 \| \| Braulio Luna \| Estudiantes \| 1 \| 830 \| 15 \| \| Miguel Sabah \| Morelia \| 1 \| 1401 \| 17 \| \| Juan Pablo Rodríguez \| Santos \| 1 \| 1224 \| 14 \| \| Elgabry Rangel \| Estudiantes \| 1 \| 1151 \| 16 \| \| Édgar Gerardo Lugo \| Morelia \| 1 \| 1041 \| 16 \| \| Gonzalo Pineda \| Puebla \| 1 \| 1479 \| 17 \| \| Luis Gabriel Rey \| Jaguares \| 1 \| 1107 \| 16 \| \| Christian Valdez \| Jaguares \| 1 \| 1343 \| 17 \| \| Wilmer Aguirre \| San Luis \| 1 \| 1121 \| 15 \| \| Aureliano Torres \| Toluca \| 1 \| 838 \| 11 \| \| Gerardo Flores Zúñiga \| Cruz Azul \| 1 \| 717 \| 11 \| \| Juan Núñez \| Tijuana \| 1 \| 619 \| 7 \| \| Emilio López Navarro \| Querétaro \| 1 \| 474 \| 13 \| \| Sergio Pérez \| Monterrey \| 1 \| 1036 \| 14 \| \| Ángel Reyna \| América \| 1 \| 641 \| 8 \| \| David Salazar \| San Luis \| 1 \| 9 \| 1 \| \| Carlos Orrantia \| Pumas \| 1 \| 571 \| 8 \| \| Raúl Alonso Jiménez \| América \| 1 \| 418 \| 6 \| \| Walter Ayoví \| Monterrey \| 1 \| 1170 \| 16 \| \| Michael Arroyo \| San Luis \| 1 \| 784 \| 12 \| \| Juan Cuevas \| Atlante \| 1 \| 1369 \| 16 \| \| Jesús Arturo Paganoni \| Atlas \| 1 \| 990 \| 12 \| \| Daniel Emmanuel Ludueña \| Santos \| 1 \| 1116 \| 15 \| \| José Francisco Torres \| Pachuca \| 1 \| 567 \| 8 \| \| Elías Hernández \| Pachuca \| 1 \| 1120 \| 16 \| \| Neftalí Teja \| Pumas \| 1 \| 209 \| 7 \| \| Jorge Reyes Oregón \| América \| 1 \| 439 \| 5 \| \| Jorge Hernández González \| Atlante \| 1 \| 836 \| 12 \| \| David Cabrera Pujol \| Pumas \| 1 \| 1386 \| 16 \| \| Antonio Gallardo \| Guadalajara \| 1 \| 741 \| 14 \| \| Néstor Calderón \| Toluca \| 1 \| 925 \| 15 \| \| Héctor Mancilla \| Tigres \| 1 \| 1386 \| 17 \| \| Isaac Brizuela \| Toluca \| 1 \| 700 \| 15 \| \| Raúl Servín \| Pumas \| 1 \| 122 \| 3 \| \| Hugo Colace \| Estudiantes \| 1 \| 809 \| 11 \| \| Santiago Hoyos \| Santos \| 1 \| 1415 \| 16 \| \| Macnelly Torres \| San Luis \| 1 \| 1152 \| 16 \| \| Luis García Sanz \| Puebla \| 1 \| 1206 \| 17 \| \| DaMarcus Beasley \| Puebla \| 1 \| 1438 \| 17 \| \| Franco Niell \| Querétaro \| 1 \| 778 \| 14 \| \| Edixon Perea \| Cruz Azul \| 1 \| 677 \| 11 \| \| Ismael Blanco \| San Luis \| 1 \| 568 \| 12 \| \| Joao Rojas \| Morelia \| 1 \| 1011 \| 16 \| \| Carlos Bueno \| Querétaro \| 1 \| 1421 \| 16 \| |             |        |      |    |
| Jugador | Club        | Asist. | Min. | JJ |
| Javier Aquino | Cruz Azul   | 6      | 791  | 15 |
| Damián Álvarez | Tigres      | 4      | 1215 | 14 |
| Rodrigo Ruiz | Estudiantes | 4      | 570  | 15 |
| Christian Bermúdez | Atlante     | 4      | 1454 | 17 |
| Alberto Medina | Guadalajara | 3      | 1308 | 16 |
| Christian Benítez | América     | 3      | 1292 | 15 |
| Mauro Cejas | Pachuca     | 3      | 1267 | 17 |
| Rubens Oscar Sambueza | Estudiantes | 3      | 1317 | 16 |
| Danilo Veron Bairros | Tigres      | 3      | 1502 | 17 |
| Franco Arizala | Jaguares    | 3      | 1029 | 15 |
| César Delgado | Monterrey   | 3      | 1006 | 14 |
| Edgar Andrade | Jaguares    | 3      | 1356 | 17 |
| Javier Cortés | Pumas       | 3      | 1513 | 17 |
| Christian Suárez | Santos      | 3      | 1067 | 15 |
| Daley Mena | Querétaro   | 2      | 886  | 10 |
| José Sand | Tijuana     | 2      | 1148 | 16 |
| Lucas Bovaglio | Estudiantes | 2      | 1228 | 14 |
| Christian Giménez | Cruz Azul   | 2      | 990  | 11 |
| Miguel Ángel Ponce | Guadalajara | 2      | 841  | 10 |
| Edy Brambila | Pachuca     | 2      | 1044 | 17 |
| Lucas Antonio Silva | Puebla      | 2      | 1374 | 16 |
| Marco Fabián | Guadalajara | 2      | 1453 | 17 |
| Daniel Montenegro | América     | 2      | 1269 | 16 |
| Javier Yacuzzi | Tijuana     | 2      | 814  | 17 |
| Martín Bravo | Pumas       | 2      | 1437 | 17 |
| Neri Raúl Cardozo | Monterrey   | 2      | 1354 | 17 |
| Humberto Suazo | Monterrey   | 2      | 973  | 12 |
| Jesús Sánchez | Guadalajara | 2      | 1143 | 16 |
| Isaac Acuña | América     | 2      | 71   | 6  |
| Leandro Augusto Oldoni | Tijuana     | 2      | 1267 | 15 |
| Adrián Cortés | Cruz Azul   | 2      | 838  | 12 |
| Francisco Palencia | Pumas       | 2      | 1046 | 15 |
| Fernando Arce | Tijuana     | 2      | 1410 | 16 |
| Óscar Ricardo Rojas | Atlante     | 2      | 1063 | 14 |
| Luis Alonso Sandoval | Morelia     | 2      | 879  | 15 |
| Oribe Peralta | Santos      | 2      | 1053 | 13 |
| Rafael Márquez Lugo | Morelia     | 2      | 1062 | 14 |
| Richard Ruíz Toledo | Tijuana     | 2      | 1082 | 15 |
| Aldo Polo | Puebla      | 1      | 1245 | 16 |
| Jehu Chiapas | San Luis    | 1      | 1530 | 17 |
| Carlos Rodríguez | Pachuca     | 1      | 961  | 13 |
| Alfredo David Moreno | San Luis    | 1      | 758  | 14 |
| Sergio Santana | Monterrey   | 1      | 1003 | 14 |
| José David Toledo Bosques | Tigres      | 1      | 775  | 9  |
| Mario Ortiz | Atlante     | 1      | 297  | 9  |
| José María Cárdenas | Santos      | 1      | 692  | 15 |
| Rogelio Chávez | Pachuca     | 1      | 1344 | 16 |
| Raúl Enríquez Arámbula | Tijuana     | 1      | 702  | 12 |
| Jaime Correa Córdoba | San Luis    | 1      | 722  | 9  |
| Óscar Adrián Rojas | América     | 1      | 1226 | 15 |
| Antonio Naelson | Toluca      | 1      | 1227 | 14 |
| Rafael Medina | Estudiantes | 1      | 750  | 10 |
| Marvin Cabrera | Morelia     | 1      | 717  | 10 |
| Braulio Luna | Estudiantes | 1      | 830  | 15 |
| Miguel Sabah | Morelia     | 1      | 1401 | 17 |
| Juan Pablo Rodríguez | Santos      | 1      | 1224 | 14 |
| Elgabry Rangel | Estudiantes | 1      | 1151 | 16 |
| Édgar Gerardo Lugo | Morelia     | 1      | 1041 | 16 |
| Gonzalo Pineda | Puebla      | 1      | 1479 | 17 |
| Luis Gabriel Rey | Jaguares    | 1      | 1107 | 16 |
| Christian Valdez | Jaguares    | 1      | 1343 | 17 |
| Wilmer Aguirre | San Luis    | 1      | 1121 | 15 |
| Aureliano Torres | Toluca      | 1      | 838  | 11 |
| Gerardo Flores Zúñiga | Cruz Azul   | 1      | 717  | 11 |
| Juan Núñez | Tijuana     | 1      | 619  | 7  |
| Emilio López Navarro | Querétaro   | 1      | 474  | 13 |
| Sergio Pérez | Monterrey   | 1      | 1036 | 14 |
| Ángel Reyna | América     | 1      | 641  | 8  |
| David Salazar | San Luis    | 1      | 9    | 1  |
| Carlos Orrantia | Pumas       | 1      | 571  | 8  |
| Raúl Alonso Jiménez | América     | 1      | 418  | 6  |
| Walter Ayoví | Monterrey   | 1      | 1170 | 16 |
| Michael Arroyo | San Luis    | 1      | 784  | 12 |
| Juan Cuevas | Atlante     | 1      | 1369 | 16 |
| Jesús Arturo Paganoni | Atlas       | 1      | 990  | 12 |
| Daniel Emmanuel Ludueña | Santos      | 1      | 1116 | 15 |
| José Francisco Torres | Pachuca     | 1      | 567  | 8  |
| Elías Hernández | Pachuca     | 1      | 1120 | 16 |
| Neftalí Teja | Pumas       | 1      | 209  | 7  |
| Jorge Reyes Oregón | América     | 1      | 439  | 5  |
| Jorge Hernández González | Atlante     | 1      | 836  | 12 |
| David Cabrera Pujol | Pumas       | 1      | 1386 | 16 |
| Antonio Gallardo | Guadalajara | 1      | 741  | 14 |
| Néstor Calderón | Toluca      | 1      | 925  | 15 |
| Héctor Mancilla | Tigres      | 1      | 1386 | 17 |
| Isaac Brizuela | Toluca      | 1      | 700  | 15 |
| Raúl Servín | Pumas       | 1      | 122  | 3  |
| Hugo Colace | Estudiantes | 1      | 809  | 11 |
| Santiago Hoyos | Santos      | 1      | 1415 | 16 |
| Macnelly Torres | San Luis    | 1      | 1152 | 16 |
| Luis García Sanz | Puebla      | 1      | 1206 | 17 |
| DaMarcus Beasley | Puebla      | 1      | 1438 | 17 |
| Franco Niell | Querétaro   | 1      | 778  | 14 |
| Edixon Perea | Cruz Azul   | 1      | 677  | 11 |
| Ismael Blanco | San Luis    | 1      | 568  | 12 |
| Joao Rojas | Morelia     | 1      | 1011 | 16 |
| Carlos Bueno | Querétaro   | 1      | 1421 | 16 |

## Tabla Porcentual
| Posición | Equipo      | A-2009 | B-2010 | A-2010 | C-2011 | A-2011 | Puntos | Juegos | Cociente |
| -------- | ----------- | ------ | ------ | ------ | ------ | ------ | ------ | ------ | -------- |
| 1        | Cruz Azul   | 33     | 25     | 39     | 26     | 29     | 152    | 85     | 1.7882   |
| 2        | Monterrey   | 30     | 36     | 32     | 26     | 24     | 148    | 85     | 1.7412   |
| 3        | Morelia     | 33     | 25     | 21     | 31     | 26     | 136    | 85     | 1.6000   |
| 4        | Santos      | 27     | 28     | 30     | 23     | 27     | 135    | 85     | 1.5882   |
| 5        | UNAM        | 17     | 28     | 25     | 35     | 25     | 130    | 85     | 1.5294   |
| 6        | Tigres      | 22     | 19     | 24     | 35     | 28     | 128    | 85     | 1.5059   |
| 7        | Guadalajara | 19     | 32     | 22     | 25     | 30     | 128    | 85     | 1.5059   |
| 8        | Toluca      | 35     | 30     | 22     | 21     | 20     | 128    | 85     | 1.5059   |
| 9        | América     | 30     | 25     | 27     | 26     | 15     | 123    | 85     | 1.4471   |
| 10       | Pachuca     | 24     | 25     | 25     | 18     | 26     | 118    | 85     | 1.3882   |
| 11       | San Luis    | 21     | 14     | 26     | 21     | 24     | 106    | 85     | 1.2471   |
| 12       | Puebla      | 26     | 19     | 19     | 18     | 22     | 104    | 85     | 1.2235   |
| 13       | Jaguares    | 19     | 19     | 25     | 14     | 26     | 103    | 85     | 1.2118   |
| 14       | Atlante     | 23     | 16     | 16     | 27     | 19     | 101    | 85     | 1.1882   |
| 15       | Querétaro   | 18     | 21     | 19     | 16     | 26     | 100    | 85     | 1.1765   |
| 16       | Tijuana     | -      | -      | -      | -      | 18     | 18     | 17     | 1.0588   |
| 17       | Atlas       | 18     | 24     | 13     | 23     | 12     | 90     | 85     | 1.0588   |
| 18       | TECOS FC    | 20     | 19     | 15     | 17     | 18     | 89     | 85     | 1.0471   |

Nota: No hubo descenso en este Torneo Apertura 2011, sino hasta el Clausura 2012.